# Wojna domowa Cezara z Pompejuszem
Wojna domowa Cezara z Pompejuszem – konflikt o władzę w starożytnym Rzymie toczący się w latach 49-45 p.n.e. pomiędzy Gajuszem Juliuszem Cezarem, prokonsulem i zdobywcą Galii, a Gnejuszem Pompejuszem Wielkim, konsulem rzymskim, który otrzymał poparcie Senatu w obronie wartości republikańskich. W rzeczywistości była to już ostatnia odsłona wojny domowej toczonej z niewielkimi przerwami od 88 p.n.e. pomiędzy stronnictwem popularów reprezentujących masy ludowe i dążących do wzmocnienia uprawnień trybuna ludowego a frakcją optymatów – reprezentantów arystokracji rzymskiej, usiłujących wzmocnić władzę Senatu kosztem uprawnień zgromadzeń ludowych i trybunatu.

## Przyczyny wybuchu konfliktu
Bez wątpienia główną przyczyną wybuchu wojny domowej w Rzymie pomiędzy Cezarem a Pompejuszem był niewygasły spór polityczny o władzę między Gajuszem Mariuszem, stojącym na czele stronnictwa popularów, który był jednocześnie mężem Julii, ciotki Cezara, a Lucjuszem Korneliuszem Sullą, przywódcą optymatów. Po śmierci Mariusza w styczniu roku 86 p.n.e. władzę w Rzymie przejął jeden z jego najbliższych współpracowników Lucjusz Korneliusz Cynna, a Rzym i Italia opanowane zostały przez popularów i ich zwolenników. Cynna rozpoczął też akcje proskrypcyjne skierowane przeciwko pozostałym w Rzymie optymatom. Sulla opuścił Rzym z końcem 88 roku p.n.e. i wyjechał do Grecji i Azji Mniejszej na wojnę z królestwem Pontu. Po zwycięstwie Sulli w wojnie z królem Pontu Mitrydatesem VI, ten z początkiem marca 83 p.n.e. wylądował w Italii i w listopadzie 82 p.n.e. w bitwie pod Bramą Kollińską rozbił wojska popularów. Cynna został zamordowany przez własnych żołnierzy jeszcze w 84 roku p.n.e.
Jeszcze w tym samym 82 roku Senat przyznał Sulli tytuł dyktatora. Teraz Rzym i Italię opanowali zwolennicy optymatów, Sulla przeprowadził reformę ustrojową, likwidując praktycznie pozycję trybuna ludowego, i radykalnie ograniczając znaczenie komicjów ludowych, zwiększając zaś władzę Senatu. Rozpoczęły się też nowe proskrypcje skierowane teraz przeciwko popularom i ich zwolennikom, a gdy już ich zabrakło, skazywano na śmierć wszystkich, którzy posiadali większy majątek – dochodziło do tego, że na ulicach spotkać można było wczorajszych jeszcze bogaczy, dziś wyjadających resztki ze śmietników lub żebrzących o jałmużnę. Dochodziło do dantejskich scen, gdy ojcowie zabijali własnych synów, będących na listach proskrypcyjnych, lub na odwrót, za ukrywanie skazanego na śmierć groziła wszystkim którzy go chronili. Żony nie wpuszczały do domów swych mężów, obawiając się kary i śmierci swojej i dzieci, pozwalając na ich zabicie przez grasujące bandy żołdactwa i zwykłych bandytów na usługach Sulli. Niewolnicy za zabicie swych panów – przeciwników ustroju – otrzymywali pieniądze i wolność.
W takich warunkach do obozu optymatów dołączali więc wciąż nowi „nawróceni” popularzy. Wśród nich był też 23-letni Gnejusz Pompejusz, który rozwiódł się ze swą pierwszą żoną, by poślubić pasierbicę Sulli, a także Marek Krassus. Cezar również znalazł się w obrębie zainteresowania dyktatora, od 84 p.n.e. żonaty był z córką jednego z największych wrogów politycznych Sulli – Korneliusza Cynny, Kornelią. Sulla, mając na względzie młody wiek Cezara – nie miał nawet dwudziestu lat, gotów był mu wybaczyć, żądał jednak rozwodu z Kornelią i wyrzeczenia się kontaktów z popularami. Rodzina Juliuszów od dawna była związana ze stronnictwem popularów. Cezar odmówił. Sulla zadziałał natychmiast, skonfiskowano dobra rodowe Cezara i Kornelii i odebrano mu tytuł flamen Dialis – kapłana Jowisza Kapitolińskiego.
Cezar, podejrzewając umieszczenie jego nazwiska na liście proskrypcyjnej, uciekł z Rzymu i schronił się w Górach Sabińskich. Przyjaciele i rodzina prosili go, by przystał na warunki dyktatora, nic jednak nie wskórali. Sytuacja była tym groźniejsza, że Cezar rozchorował się na prowincji, co cztery dni miewał również ataki epilepsji, a było to tym bardziej niebezpieczne, że mógł przez to wpaść, a także wydać ukrywających go chłopów. I rzeczywiście wpadł podczas przeszukiwania chat przez żołnierzy sullańskich. Cezar był tym tak przerażony, że bez oporów wydał swoje nazwisko i ludzi go ukrywających. Sytuacja jednak nie była taka prosta – Cezar nie był oficjalnie proskrybowany. Jeśli więc zginie, kto wypłaci żołnierzom nagrodę? Cezar wówczas włożył w rękę oficerowi woreczek złotych monet – to wystarczyło. Widocznie żołnierze doszli do wniosku, że lepsza już zdobyta gotówka od niepewnej nagrody. Tym oficerem był Korneliusz Fagita, żył jeszcze, gdy Cezar został dyktatorem, władcą Rzymu i Imperium, jednak Cezar nigdy nie upomniał się o zwrot pieniędzy.
Za Cezarem wstawiały się różne osoby – Aureliusz Kotta, Emiliusz Mamerka, a także Gnejusz Pompejusz oraz westalki. Sulla wreszcie ustąpił, stwierdził jednak, że „w tym Cezarze drzemie wielu Mariuszów”. Następnie Cezar opuścił Rzym i wyjechał na wschód do Azji Mniejszej. Wrócił do Rzymu dopiero po śmierci Sulli w 78 p.n.e. Władza w mieście nadal należała do optymatów, lecz po śmierci dyktatora nie było oficjalnego kandydata na następcę. Jednym z kandydatów był Pompejusz, jeden z największych wodzów, jego konkurentem był Marek Krassus zazdroszczący mu sławy i znaczenia. Popularzy zaś byli rozbici, bez szans na zdobycie władzy i obalenie Sullańskich praw. Z czasem jednak sytuacja zaczęła się zmieniać, szczególnie po zdławieniu powstania Spartakusa w roku 71 p.n.e., aż wreszcie w 70 p.n.e. w czasie konsulatu Pompejusza i Krassusa, obalono sullańskie prawa, przywracając władzę trybunom ludowym i zgromadzeniom.
Do pierwszego konfliktu Cezara z Senatem, obsadzonym wciąż w przytłaczającej większości przez byłych sullańczyków i optymatów, doszło w roku 65 p.n.e. Na kilka dni przed objęciem swego edylatu na Cezara padło podejrzenie o udział w spisku z Markiem Krassusem, mającym na celu zamordowanie z góry wybranych senatorów, a następnie mianowanie dyktatorem Krassusa. Spisek odkrył Cyceron, uniemożliwiając ewentualny zamach, do którego Cezar nigdy się nie przyznał. Jednak jeszcze w tym samym roku Cezar jakoby zawiązał inny spisek z Kalpurniuszem Pizonem, lecz w tym przypadku śmierć Pizona – został zamordowany w 64 p.n.e., również położyła kres przewrotowi Cezara. Jeszcze w 65 p.n.e. Cezar, jako edyl, kazał odnowić i ustawić ponownie na Kapitolu pomniki zwycięstw odniesionych przez Gajusza Mariusza nad Numidami i Germanami. Spowodowało to rozruchy w Rzymie, gdy tłumy dawnych weteranów Mariusza zaczęły gromadzić się na Kapitolu, wznosząc okrzyki wzywające do buntu przeciw reżimowi optymatów. Senat, na wniosek Katulusa – którego ojciec został zabity przez żołnierzy Mariusza w czasie pierwszych proskrypcji, zdecydowanie sprzeciwił się tej samowolnej akcji Cezara. Cezar wówczas musiał ustąpić. W 64 p.n.e. Cezar oskarżał w procesach „o skrytobójstwo” w których uznał za morderców również tych, którzy w czasie dyktatury Sulli otrzymywali pieniądze za denuncjację, czym wywołał nowy konflikt z Senatem. Uniewinnił natomiast Katylinę, jednego z największych oprawców dyktatora Sulli, który w czasie proskrypcji zamordował nawet własnego syna, brata i szwagra. Kolejnym etapem konfliktu był wybór Cezara na najwyższego kapłana – pontifex maximus w 63 p.n.e., do którego to tytułu kandydowali również optymaci – znany i szlachetny Publiusz Serwiusz Izaurycki i Kwintus Katulus. Cezar był najmłodszy z nich wszystkich, lecz w ówczesnym Rzymie nie liczył się już wiek i poważanie, a jedynie wysokość sum, jakie kandydat wypłaci wyborcom. Cezar zadłużył się całkowicie na potrzeby tej kampanii, tracąc cały majątek, jednak wygrał – rzucił tyle złota, że wszystkie centurie głosowały za nim. Jeszcze w tym samym roku Cezar został również wybrany na pretora na rok 62 p.n.e.
27 października 63 p.n.e. rozpoczęło się powstanie Katyliny, zwane powszechnie spiskiem Katyliny. Katylina, nie mając możliwości wyboru na konsula (nawet w tak skorumpowanym mieście jakim wówczas był Rzym, taki zbrodniarz nie miał szans na legalny wybór) w drodze wyborów, postanowił siłą zdobyć władzę. Powstanie wybuchło w okolicach Florencji, a w Rzymie Katylina organizował polityczne sprzysiężenie. Również publicznie pokazywał się na posiedzeniach senatu. A ponieważ wiedział też o niechęci Cycerona do swojej osoby, wyznaczył dzień 6 listopada na zamordowanie swego przeciwnika. Spisek się nie powiódł, Cyceron dowiedział się o wszystkim i publicznie przed senatem oskarżył Katylinę o przygotowanie zbrodni i zamachu stanu. Zdemaskowany Katylina opuścił Rzym 8 listopada i wyjechał do swych oddziałów, rozkazał również swoim stronnikom w mieście podpalić Rzym, ale plan ponownie się nie powiódł, a powiadomiony o wszystkim Cyceron nakazał aresztowanie spiskowców Katyliny w mieście jeszcze przed akcją. 5 grudnia w świątyni Konkordii (łac. Concordia) zebrał się senat, by radzić co dalej z buntownikami. Wielu mówców, głównie Katulus i Pizon, oskarżało o udział w spisku Cezara, konsul Cyceron nie dawał wiary tym oskarżeniom. Zapytany, co należy zrobić z buntownikami, Cezar oczywiście potępił ich spisek, lecz sprzeciwił się karze śmierci dla nich, uznał iż kara śmierci jest w istocie nagrodą, bowiem to ją wyznaczyli dla ludzi nieśmiertelni bogowie jako odpoczynek po trudach życia. Uznał również, że w gestii senatu nie leży skazywanie obywateli na śmierć, stoi to w sprzeczności zasadzie praworządności. Do zdania Cezara zaczęli przyłączać się i inni mówcy, początkowo mu wrodzy. Cyceron jednak przeforsował wniosek o karze śmierci dla buntowników, mówiąc senatorom, że odpowiedzialność za ten czyn spadnie tylko na niego. Buntownicy zostali skazani na śmierć, a Katylina poniósł klęskę w styczniu 62 p.n.e. w bitwie pod Pistorią.
Jeszcze w grudniu 63 p.n.e. Cezar sprzymierzył się z Pompejuszem, poparł wniosek, by Pompejusz mógł nosić w czasie świąt złoty wieniec wawrzynowy i zasiadać w cyrku w todze triumfalnej. Senat obawiał się powrotu Pompejusza do Italii po zwycięstwach na wschodzie, uważano, że może powtórzyć się historia sprzed dwudziestu lat, gdy Sulla wkroczył do Rzymu na czele swych legionów. Pompejusz powrócił do Rzymu w 61 p.n.e., jednak senat zwlekał z przyznaniem mu triumfu, Cezar zaś pragnął uzyskać konsulat. Doszło do sojuszu między nim a Pompejuszem, do którego również dołączył Krassus. Tak powstał I triumwirat – był czerwiec 60 p.n.e. W roku następnym Cezar uzyskał konsulat, a w 58 p.n.e. został namiestnikiem Galii Narbońskiej, rozpoczynając wojny galijskie.

## Kampania roku 49 p.n.e. – opanowanie Italii, walki w Galii i Hiszpanii

### Cezar przekracza Rubikon 9/10 stycznia
Po zwycięstwach w bitwach pod Alezją i Uksellodunum w 51 p.n.e., co równało się podbojowi Galii, Cezar mógł trochę odpocząć. Jednak nie na długo, jego namiestnictwo w Galii upływało z dniem 1 marca roku 50 p.n.e. Przedłużenie owego namiestnictwa było teraz dla Cezara sprawą najważniejszą. Poza tym Cezar zamierzał ubiegać się zaocznie o urząd konsula na rok 48 p.n.e. Było oczywiste, że pozbawiony namiestnictwa i najwyższego urzędu w państwie Cezar, stałby się łatwym łupem dla wielu wrogich mu polityków, którzy odgrażali się, że wytoczą mu sprawy za działania jakie pełnił w czasie swego konsulatu w roku 59 p.n.e. Tym bardziej że Cezar coraz mniej mógł już liczyć na pomoc Pompejusza. Ten jeszcze w trakcie krwawych walk pod Gergowią w 52 p.n.e., przeprowadził dwie ustawy godzące pośrednio w Cezara. Pierwsza zabraniała kontynuowania namiestnictw, a druga zaocznego ubiegania się o konsulat. Potem wszakże Pompejusz stwierdził, że ustawy te nie dotyczą Cezara, jednak złe wrażenie pozostało.
W roku 51 p.n.e. konsul Marek Klaudiusz Marcellus, jeden z przywódców optymatów w senacie i zajadły wróg Cezara, uznając wojnę w Galii za zakończoną, postawił wniosek wyznaczenie od 1 marca 50 p.n.e. następcy Cezara na urzędzie namiestnika. Zaznaczył również żeby senat nie brał pod uwagę kandydatury zdobywcy Galii. Jedynie dzięki przekupionym przez siebie trybunom ludowym zawdzięczał Cezar to, że wniosek przepadł w głosowaniu. Marcellus nie dawał za wygraną, uznał, że kolonia założona przez Cezara nad jeziorem Como w Galii Przedalpejskiej nie otrzyma uprawnień kolonii rzymskiej, a jej mieszkańcy nie będą traktowani jak obywatele rzymscy.
Cezar bardzo źle przeżył te ataki. Wiedział, że jego interesy w Rzymie opierają się w głównej mierze na galijskim złocie i niewolnikach, które zdobył podczas wojny. I był niezwykle hojny, zabiegał o względy wszystkich: wodzów plemiennych w Galii i namiestników prowincji w imperium rzymskim, wszystkich obsypywał drogimi prezentami, nie wtrącał się w wewnętrzne sprawy plemion galijskich, a niewielkie daniny które narzucił Galom po zwycięstwie, jeszcze obniżał. Był to krok podyktowany zabezpieczeniem tyłów, przed nieuniknioną walką o władzę w Rzymie. I był to krok niezwykle trafiony, w czasie wojny domowej w Galii nie zbuntowało się żadne plemię, wszyscy dochowali wierności Cezarowi i Rzymowi. W Rzymie dawał i pożyczał na niekorzystny dla siebie procent, wielkie pieniądze, niejakiemu Lucjuszowi Emiliuszowi Paullusowi, pożyczył astronomiczną kwotę 9 milionów denarów, na wykończenie hali na Forum. Za innego Gajusza Skryboniusza Kuriona, spłacił wszystkie długi. Prócz polityków rzymskich i władców wielu krain, Cezar zapewnił również znaczny udział w łupach swoim żołnierzom i oficerom, pozwalał także na gwałty dokonywane przez jego oddziały w czasie wojny na kobietach wroga. Żaden legionista nie został za to pociągnięty do odpowiedzialności. Dzięki takiej polityce kupił sobie Cezar ich wierność i oddanie.
Gdy 1 marca 50 p.n.e. rozpoczęły się obrady nad powołaniem następcy Cezara, trybun ludowy Gajusz Kurion, za którego Cezar spłacił długi, postawił w senacie wniosek by swych prowincji zrzekli się jednocześnie zarówno Cezar jak i Pompejusz. Było to Cezarowi na rękę, chciał wybadać senat, tym bardziej że wniosek tego typu przedłużyłby obrady a co za tym idzie samoczynnie i namiestnictwo Cezara w Galii. Pompejusz nie zamierzał jednak rezygnować ze swojej prowincji, zgodził się więc na przedłużenie namiestnictwa Cezara w Galii do października tego roku. Stwierdził też, że nie zamierza przeszkadzać Cezarowi w kandydowaniu na urząd konsula, ale postawił warunek, może się to odbyć dopiero po złożeniu przez niego namiestnictwa Galii. Żądał też zwrotu jednego legionu wypożyczonego Cezarowi przed dwoma laty na walkę z Wercyngetoryksem, oraz wysłania drugiego legionu do Syrii. Cezar odesłał te legiony, wcześniej jednak zapewnił sobie ich przychylność obdzielając złotem, a w Galii uzupełnił stratę przeprowadzając rekrutację.
W Galii Cezar dysponował ośmioma legionami, w północnej Italii stacjonowały dwa. W Rzymie zaś coraz więcej polityków mówiło o nieuniknionej wojnie z Cezarem, na wniosek Marcellusa i Katona, zatrzymano w Italii dwa legiony wysłane przez Cezara. Optymaci byli jednak dobrej myśli, zaczęły po Rzymie krążyć pogłoski o masowych dezercjach w armii Cezara i zmęczeniu żołnierzy wieloletnią wojną. Dobre wieści spływały też z całej Italii, wszystkie miasta deklarowały wsparcie Pompejuszowi. Wielu z wrogów Cezara uznało, że przyszedł najwyższy czas na akcję przeciw niemu. Ponieważ senat wciąż nie mógł wybrać następcy Cezara w Galii, wszystkie ustawy tego typu rozbijały się o zwolenników Cezara w senacie, a głównie genialnego prawnika Gajusza Skryboniusza Kuriona, z początkiem grudnia 50 p.n.e., Gajusz Marcellus postawił w senacie wniosek o uznanie Cezara wrogiem ludu, jeśli nie złoży swego namiestnictwa. Kurion ponownie postawił wówczas wniosek o wzajemne zrzeczenie się swych urzędów przez Cezara i Pompejusza. Wniosek ten został zatwierdzony przez senat głosami trzystu siedemdziesięciu, przeciw było dwudziestu dwóch senatorów. Marcellus nie uznał tego głosowania i na kolejnym posiedzeniu przedstawił senatowi fałszywą wiadomość o przekroczeniu przez Cezara Alp i marszu na Rzym. Następnie udał się do Pompejusza i wręczył mu miecz z prośbą o ratowanie ojczyzny.
Jeszcze w grudniu do Rzymu przybył Aulus Hircjusz, jeden z oficerów Cezara, na tajne rozmowy z Pompejuszem. Wyjechał jednak już następnego dnia, na wiadomość o otrzymaniu przez Pompejusza nadzwyczajnych pełnomocnictw i komendy nad legionami w Italii. Pompejusz tymczasem wyjechał do Kampanii do swoich wojsk. W połowie grudnia 50 p.n.e. do stojącego obozem w Rawennie Cezara przyjechał Kurion, bowiem skończyła się już jego kadencja trybuna ludowego. Wcześniej jednak Cezar zadbał o dalszą reprezentację swoich interesów w stolicy. Na nowych trybunów ludu wybrani zostali Kwintus Kasjusz Longinus i Marek Antoniusz.
1 stycznia 49 p.n.e. Kurion który dzień wcześniej przyjechał z Rawenny, wręczył konsulom Lucjuszowi Korneliuszowi Lentulusowi i Gajuszowi Marcellusowi pismo Cezara. Konsulowie odczytali pismo przed senatem. Cezar przedstawiał w nim swe zasługi dla Rzymu i deklarował zrzeczenie urzędu, jeśli dokona tego również Pompejusz, aby nie stać się jak twierdził bezbronną ofiarą wrogów. Senatorowie w imieniu Pompejusza, nieobecnego w Rzymie, oświadczyli iż stoi on do dyspozycji Rzeczypospolitej. Lecz wielu senatorów uznało, że nadszedł wreszcie czas działania, uchwalono na tym posiedzeniu odebranie Cezarowi namiestnictwa Galii. Weto trybunów Antoniusza i Kasjusza nie zostało uwzględnione.
2 stycznia na kolejnym posiedzeniu Marek Katon ostro zaprotestował przeciwko próbom rokowań z Cezarem, których zamierzał się podjąć Pizon. Publicznie krzyknął „lepiej zginąć niż przyjmować warunki od zwykłego obywatela”. Na jego wniosek też uchwalono przywdzianie szat żałobnych, jako wyraz niebezpieczeństwa stojącego przed republiką. Mimo wszystko podjęto rozmowy z emisariuszami Cezara, toczyły się one 3 stycznia i 4 stycznia. Cezar zamierzał zrzec się namiestnictwa Galii Zaalpejskiej i rozwiązać osiem legionów, jednak chciał zatrzymać Galię Przedalpejską i dwa legiony, dopóki nie zostanie konsulem. Rozmowy były trudne, nie załagodziło ich nawet przybycie 4 stycznia do Rzymu Cycerona któremu skończyła się kadencja namiestnika Cylicji w Azji Mniejszej. Cezar zgodził się na duże ustępstwa: jeden legion i Iliria jako prowincja do czasu wyboru na konsula. Pompejusz przystał na to, lecz Lentulus i Katon odrzucili tę kompromisową propozycję. Rokowania zostały więc zerwane.
7 stycznia 49 p.n.e. senat uchwalił senatus consultum ultimum odwołanie Cezara z namiestnictwa Galii, powołując jako jego następcę Lucjusza Domicjusza Ahenobarbusa. Cezar miał się również ubiegać osobiście o urząd konsula, oznaczało to, że musi wrócić do stolicy jako zwykły obywatel, nie chroniony żadnym urzędem ani siłą wojskową. Ponownie weto Antoniusza zostało uchylone, a on, Kasjusz Longinus, Kurion i Celiusz, wyjechali z Rzymu do Rawenny.
9 stycznia ludzie Cezara obsadzili najbliższe miasto na południe od Rawenny w Italii – Ariminum, Cezar osobiście nie brał w tym udziału oglądając walki gladiatorów w Rawennie. Według Azyliusza Poliona, naocznego świadka tych wydarzeń, Cezar 9 stycznia wyprawił bankiet dla przyjaciół, następnie wieczorem pożegnał wszystkich mówiąc, że wróci niebawem. Wraz z nim przyjęcie opuścili wtajemniczeni ludzie. Następnie wsiadł na wóz i jechał w stronę Ariminum, choć początkowo, obawiając się szpiegów jechał w innym kierunku. Gdy stanął nad Rubikonem był tam już jeden legion skierowany wcześniej w to miejsce. Był to XIII legion. Cezar długo zwlekał przed przekroczeniem tej rzeki, rozważał wszystkie za i przeciw, dyskutował o tym z przyjaciółmi. Twierdził, że przekroczenie Rubikonu spowoduje rozlew krwi rzymskiej a on tego nie pragnął. W końcu pewnym krokiem skierował konia ku rzece wołając „kości zostały rzucone”.

### Bitwa pod Brundyzjum 9-17 marca
11 stycznia Cezar wkroczył do Ariminum. Przybyli tam trybunowie Antoniusz i Longinus. Tutaj Cezar wygłosił mowę do żołnierzy aby podjęli walkę w obronie jego i swoich praw. Bez wsparcia wodza żołnierze nie mieli możliwości uzyskania ziemi i majątku. Podczas tej przemowy Cezar zdjął z palca swój pierścień – oznakę stanu ekwitów, jako dowód iż jest gotów wynagrodzić tych wszystkich dzięki którym odzyska utracony honor. Później powstała fałszywa plotka, że Cezar wszystkich swych żołnierzy podniesie do stanu ekwitów. Żołnierze poparli go wznosząc okrzyki na jego cześć.
Lecz mimo tych wojowniczych gestów Cezar wciąż się łudził, że możliwe jest pokojowe rozwiązanie konfliktu. Co prawda obsadził całe wybrzeże aż po Ankonę, oraz zajął Arretium w Etrurii, lecz znów wyprawił posłów do Rzymu na dalsze rozmowy pokojowe. Rzym ogarnęło przerażenie potęgowane jeszcze przez zdziwienie – Cezar wkroczył do Italii tylko z jednym legionem, a przecież mógł poczekać i ściągnąć większe siły. Okazało się również, że senat jest bezbronny. Pompejusz miał co prawda trzy legiony stacjonujące w Italii, lecz dwa z nich były niepewne, wcześniej zostały wysłane przez Cezara i znajdowały się pod jego dużym wpływem. Trzeci zaś został sformowany niedawno tu na miejscu i składał się z niedoświadczonych młodzików. Pompejusz dysponował dużą armią, sześć legionów, lecz stacjonującą daleko w Hiszpanii.
Rzym ogarnęła panika wszyscy obawiali się rzezi i proskrypcji jak za czasów Mariusza i Sulli sprzed ponad trzydziestu lat. Wielu wrogów Cezara teraz żądało wszczęcia z nim ponownych pertraktacji, obawiając się o swój los po zajęciu Rzymu przez jego legion. Pompejusz wysłał dwóch ludzi na pół-prywatne rozmowy z Cezarem do Ariminum. Cezar spotkał się z nimi 17 stycznia i zaproponował wycofanie legionu z Italii, postawił jednak jeden warunek – Pompejusz musi się z nim spotkać osobiście. Tego samego dnia w senacie Pompejusz zakomunikował, że należy rozpocząć ewakuację Rzymu, a nawet Italii. Wniosek przeszedł, od tej chwili każdy urzędnik czy senator który pozostałby w stolicy, uznany byłby za zdrajcę ojczyzny. Ustawę tę rozciągnięto również na miasta Italii. Tego samego dnia większość senatorów opuściła Rzym.
23 stycznia przerzedzony senat obradował już w Kapui w Kampanii. Wówczas to do Kapui przyjechał Tytus Labienus, jeden z najlepszych dowódców Cezara w czasie wojen galijskich. Labienus uciekł z obozu Cezara, gdyż obawiał się, że Cezar może zabrać mu olbrzymie bogactwa zdobyte w Galii, oraz że może pozbawić go życia z zazdrości o jego sławę wojskową. Cezar gdy dowiedział się o zdradzie Labienusa zmartwił się i posmutniał, rozkazał też cały majątek uciekiniera, którego ten nie zdążył zabrać ze sobą, odesłać mu do Kapui.
Po ucieczce Labienusa Pompejusz sądził, iż ten pociągnie za sobą i innych, dlatego też zaostrzył żądania wobec Cezara. Pertraktacje były możliwe dopiero po opuszczeniu przez Cezara Italii, na to Cezar zgodzić się nie mógł. W tym czasie Cezar zajął całe Picenum, Umbrię i Etrurię, bez najmniejszego rozlewu krwi opanował całą północną Italię. Pompejusz liczył, że oficerowie i żołnierze Cezara będą przechodzić na jego stronę, tymczasem sytuacja była dokładnie odwrotna, to pompejańczycy przyłączali się do armii Cezara. Działo się tak głównie dlatego, że Cezar prowadził inną politykę wobec swych ewentualnych sprzymierzeńców. Pompejusz wyznawał bowiem zasadę: „Kto nie jest ze mną, jest przeciwko mnie”, natomiast Cezar: „Kto nie jest przeciwko mnie, jest ze mną”, dawało to nadspodziewane efekty.
Jedynym krótkim zresztą oblężeniem, było oblężenie Korfinium. Umocnił się tu z 30 kohortami Lucjusz Domicjusz Ahenobarbus, jeden z najenergiczniejszych w tej pierwszej fazie konfliktu pompejańczyków. Wysłał on do Rzymu prośbę o pomoc, gdy jednak dowiedział się, że Pompejusz mu nie pomoże, poddał twierdzę Cezarowi. Pompejusz nie miał sił by wysłać mu je na pomoc, to jednak zraziło Domicjusza Ahenobarba, na krótko do Pompejusza. Korfinum broniło się sześć dni, od 15 do 21 stycznia, a Domicjusz obiecywał żołnierzom po 4 morgi ziemi z własnych majątków, jeśli wytrwają w walce. W chwili kapitulacji Domicjusz kazał niewolnikowi podać sobie truciznę, nie chciał bowiem wpaść w ręce Cezara, ten jednak podał mu do wypicia jedynie środek nasenny. Cezar puścił wolno nie tylko Domicjusza Ahenobarba, lecz także wszystkich jego oficerów, a jemu samemu pozwolił zabrać nawet kasę wojskową, będącą w twierdzy. Domicjusz wyjechał na krótko na północ do Etrurii, nadal pozostał zagorzałym wrogiem Cezara.
W czasie oblężenia Korfinum, do sił Cezara dołączył jego drugi legion i 22 kohorty z Galii Narbońskiej. Pompejusz tymczasem zebrał 30 kohort i 800 jeźdźców, obsadził nimi port Brundyzjum w południowo-wschodniej Italii. Rozpoczął też przeprawę do Grecji, do portu w Dyrrachium w Epirze. Wylądował tam z częścią wojsk 4 marca. Po stronie Pompejusza i senatu opowiedziały się najważniejsze prowincje imperium: Hiszpania, Afryka, i wszystkie prowincje na wschodzie. Flota wojenna również przyłączyła się do sił Pompejusza. Pozwoliło to senatorom z ufnością patrzeć w przyszłość i spokojnie układać nowe listy proskrypcyjne,dopisując na nich wciąż nowe nazwiska.
Cyceron mimo nawoływań ze strony Pompejusza, nie przyłączył się na razie do żadnej ze stron. Przebywał w swej willi w Formiach. Cezar też wysyłał do niego swych ludzi, prosząc chociaż o neutralność. Cezar wysłał do niego list zapewniający, że w stosunku do przeciwnika będzie się kierował łaskawością i wybaczaniem, nie zamierza zaś naśladować polityki ni Sulli ni Mariusza. Cyceron również dostrzegał tę politykę Cezara, w liście do jednego ze swych przyjaciół pisał: „Jeśli Cezar istotnie nikogo nie zabije i nic nikomu nie zabierze, będą go najbardziej kochali ci, którzy najbardziej się go obawiali... ludzie lękają się tego, któremu poprzednio ufali (Pompejusz), uwielbiają tego którego się obawiali (Cezar)”.
9 marca Cezar przybył pod Brundyzjum. Miał ze sobą już sześć legionów, a Pompejusz jedynie 10 kohort, reszta bowiem przekroczyła już Adriatyk. Cezar postanowił przeciąć siłom Pompejusza wyjście z portu rzędami tratew. Obrońcy wysyłali statki transportowe, na których były umocowane trzypiętrowe drewniane wieże, w których byli łucznicy i katapulty. Walki trwały, jednocześnie toczyły się rozmowy pokojowe, nie przyniosły one rezultatu. 17 marca, pod Brundyzjum podpłynęły okręty floty wojennej, cała armia Pompejusza załadowała się na nie i odpłynęła do Dyrrachium. Cezarowi udało się zdobyć jedynie dwa okręty. W Brundyzjum zaś na legionistów Cezara czekały liczne pułapki zastawione przez ludzi Pompejusza. W końcu po opanowaniu miasta Cezar stał się panem Italii.

### Bitwa pod Ilerdą
Po zdobyciu Brundyzjum Cezar ruszył na północ w stronę Rzymu. Po drodze zawitał do Formiów, gdzie spotkał się z Cyceronem, próbując namówić go do przejścia na jego stronę. Rozmowy nic nie dały, więc Cezar pożegnał się i wyjechał na północ. Pod Rzymem stanął 1 kwietnia. Minęło już równo dziewięć lat gdy ostatni raz wyjechał z tego miasta, objąć swoją prowincję galijską. A mimo to nadal nie mógł wejść do miasta, piastował bowiem dowództwo armii. Rozłożył się więc obozem pod Rzymem, a tymczasem w mieście pretor Lucjusz Roscjusz i trybuni ludowi Marek Antoniusz i Kwintus Kasjusz, uchwalili na jego polecenie, ustawę o nadaniu obywatelstwa rzymskiego wszystkim mieszkającym ludom na północ od Padu do Alp. Tym samym Cezar spłacał dług wdzięczności prowincji która tyle lat zasilała go swą młodzieżą i dochowała mu wierności.
W samym Rzymie pozostało wielu wrogów Cezara, którzy z różnych względów nie mogli wyjechać z miasta. Ponieważ Cezar nie mógł wejść do miasta, zgromadzenie senatu odbyło się niedaleko jego obozu, poza granicami miasta. Cezar prosił zebranych by podjęli się misji pertraktacji z Pompejuszem,nikt jednak nie znalazł w sobie tyle odwagi by się do niego udać. Senatorowie obawiali się kary za pozostanie w mieście mimo zakazowi. Cezar był zaskoczony tym brakiem odwagi senatorów.
Do pierwszego jednak starcia Cezara z senatem doszło podczas obrad w sprawie skarbca państwowego. Pompejusz nie zdołał zabrać go ze sobą, ponieważ szybkość ewakuacji uniemożliwiła zabranie skarbca. Cezar rozkazał otworzyć świątynię Saturna, gdzie skarb był złożony, wówczas trybun ludowy Metellus sprzeciwił się temu publicznie przed senatem. Cezarowi wówczas po raz pierwszy od wybuchu wojny domowej, „puściły nerwy”, zagroził Metellusowi śmiercią jeśli ten będzie się upierać przy swoim wecie, trybun odpuścił. W świątyni znaleziono 30 000 sztab srebra, 15 000 sztab złota i 30 milionów sztuk wybitej monety. Gwałt Cezara spowodował rozruchy w mieście, Cezar zamierzał przemówić do ludności, zaniechał jednak tego słysząc o wrogich okrzykach przeciwko niemu kierowanych. 7 kwietnia wyjechał spod Rzymu do Hiszpanii, wcześniej prefektem miasta mianował Marka Emiliusza Lepidusa, a zarząd nad Italią powierzył Antoniuszowi.
Gdy Cezar zdążał do Hiszpanii, na drodze stanęło mu miasto Massalia w południowej Galii, którego mieszkańcy już na początku konfliktu opowiedzieli się za senatem. Przybył tutaj również Domicjusz Ahenobarbus, którego Cezar puścił był wolno po zdobyciu Korfinum. Zorganizował on obronę miasta i zmobilizował flotę wojenną. Cezar natychmiast przystąpił do oblężenia miasta. W Arelate rozkazał budowę nowych okrętów swojej floty wojennej, jednocześnie z północnej Italii ściągnął trzy legiony, a Fabiusza, stacjonującego w galii narbońskiej, wysłał do Hiszpanii również z trzema legionami. Właściwe oblężenie zaczęło się dopiero z początkiem maja, Cezar zdał więc dowództwo od strony lądu Treboniuszowi, Decymusowi Brutusowi, oddał dowództwo nad swoją flotą, sam zaś ruszył do Hiszpanii na czele 900 jeźdźców.
W Hiszpanii stacjonowało wówczas siedem legionów wiernych Pompejuszowi, pod dowództwem Petrejusza, Afraniusza i Terencjusza Warrona. Prócz tego mogli oni zwołać pod swe sztandary liczne plemiona Iberów, wiernych Pompejuszowi, tak jak Galowie Cezarowi. Łącznie ich armia liczyła 40 000 żołnierzy. Gdy Fabiusz wkroczył do Hiszpanii, poinformowany o stacjonowaniu legionów Petrejusza i Afraniusza pod Ilerdą, rozbił obóz na północ od miasta, nad rzeką Serge. Do jego trzech legionów dołączyły się jeszcze trzy z Galii. Do pierwszego starcia doszło jeszcze przed przybyciem Cezara pod Ilerdę. Zwycięstwo odnieśli pompejańczycy.
Cezar przybył dnia następnego. Zbudował nowy obóz bliżej miasta i postanowił odciąć pompejańczyków od kamiennego mostu na rzece, opanowując wzgórze między Ilerdą a obozem Afraniusza. Po pięciogodzinnej bitwie na wzgórzu zwycięsko wyszedł jednak Afraniusz, który jeszcze bardziej umocnił swą pozycję, opanowując całe wzgórze. Armia Cezara doznała jeszcze jednej klęski, burza która rozpętała się nad miastem dwa dni po bitwie, zerwała dwa drewniane mosty zbudowane przez Fabiusza, celem aprowizacji armii. Wojska Cezara zaczął trapić głód. Pompejańczycy wysłali wiadomość do Rzymu, że ostateczna klęska Cezara to tylko kwestia czasu, jego legiony bowiem są wygłodzone i osłabione. Wielu dotychczasowych zwolenników Cezara w Rzymie, zaczęło masowo wyjeżdżać do Grecji, do obozu Pompejusza, twierdząc, że zawsze należeli do grona jego zwolenników. Do Pompejusza wyjechał wówczas także Cyceron.
Przekonanie o klęsce Cezara było jednak przedwczesne. Po latach trudnej kampanii w Galii i Brytanii, Cezar zdobył wielkie doświadczenie, pozyskał również wiedzę o sposobach walki barbarzyńców, której nie posiadali jego przeciwnicy. Cezar polecił zbudować długie łodzie, jakie widział w Brytanii. Część jego żołnierzy przeprawiło się na nich na drugi brzeg rzeki, zajmując niebronione wzgórze. Reszta armii Cezara przeszła po skonstruowanym naprędce moście, zaskakując wysunięte oddziały wroga. To legiony Cezara odcięły teraz Afraniusza od aprowizacji, okrążając jego siły. Wiele plemion iberyjskich zaczęło przechodzić na stronę Cezara. Cezar rozpoczął teraz budowę kanałów umożliwiających przeprawę oddziałów rzeką w pobliże obozów pompejańczyków. Ci postanowili wycofać się spod Ilerdy. Rozpoczęli budowę pontonowego mostu pod Oktogesą. Gdy był już ukończony cała armia pompejańczyków, przeszła po nim pozostawiając w obozie jedynie dwie kohorty. Początkowo Cezar wysłał jedynie swą jazdę, która tylko w niewielkim stopniu szarpała tylne straże wroga. Następnie na prośbę swych żołnierzy, Cezar ruszył w pogoń za wrogiem, przeprawiając się zbudowanymi niedawno kanałami. W obozie pozostał tylko jeden legion. Cezar doścignął Afraniusza, który rozbił obóz w dolinie. Afraniusz zamierzał nocą wycofać się do pobliskich gór, lecz Cezar dowiedział się o wszystkim i plan upadł. Pompejańczycy podjęli decyzję, że należy zawracać z powrotem. Rankiem ujrzano legiony Cezara opuszczające obóz i zawracające pod Ilerdę. Afraniusz nie docenił Cezara, sądził, że legiony wracają po aprowizację, po nieprzygotowanym i lekkomyślnym pościgu. Okazało się jednak niebawem, że Cezar odciął im drogę ucieczki w stronę gór i z powrotem do Oktogesy. Nim Afraniusz zorganizował oddziały mające uniemożliwić Cezarowi wykonanie tego manewru, droga przez góry była obsadzona, a oni odcięci.
Afraniusz spróbował teraz opanować górę, by zorganizować sobie „bramę do wyjścia”. Cztery kohorty iberyjskie zostały jednak wycięte w pień przez jazdę Cezara. Cezar jednak mimo nalegań swego sztabu, nie zamierzał rozpoczynać bitwy. Sądził, że znajdujący się w tak rozpaczliwej sytuacji Afraniusz, niebawem się podda, co oszczędzi życie wielu rzymskim żołnierzom. Żołnierze Cezara postawili mu wreszcie ultimatum, jeśli on nie zdecyduje się na bitwę teraz, przy tak sprzyjających okolicznościach, to oni nie podejmą walki później, gdy Cezar będzie tego od nich wymagał. W międzyczasie doszło do tajnych odwiedzin żołnierzy obu stron, obozy były rozłożone blisko siebie. Żołnierze Afraniusza pytali się cezarian, jaki właściwie jest ten Cezar i jak ich potraktuje jeśli złożą broń. Gdy usłyszeli, że Cezar zapewnił wszystkim życie, żołnierzom i oficerom z Afraniuszem na czele, postanowili mu się poddać. Petrejusz słysząc o kapitulanckich nastrojach w armii, zadziałał błyskawicznie. Przerwał wszelkie rozmowy z cezarianami, a żołnierzy Cezara, znajdujących się w jego obozie kazał publicznie zabić, wszystkie zaś legiony musiały stanąć do apelu i złożyć przysięgę, że nigdy nie zdradzą sprawy senatu i Pompejusza.
Pompejańczycy postanowili zawracać do Ilerdy. Jazda Cezara atakowała i znosiła tylne straże Afraniusza i Petrejusza. Pompejańczycy postanowili oderwać się od legionów Cezara, aby to osiągnąć zamierzali budować obóz za obozem, by w ten sposób uchronić się przed atakami wojsk Cezara. Musieli także zabić wszystkie swoje konie, nie mogąc ich swobodnie wypasać. Wreszcie nie mając już wyjścia postanowiono uderzyć na siły Cezara. Ten również ustawił swoje legiony do bitwy, jednak żadna ze stron jej nie rozpoczynała i oddziały stały tak naprzeciw siebie przez kilkanaście godzin. Wreszcie pod wpływem własnych żołnierzy, Afraniusz i Petrejusz poprosili Cezara o rozmowę. Odbywała się ona na oczach żołnierzy obu armii. Afraniusz oficjalnie przyznał się, że został pokonany, prosił Cezara o darowanie życia. Cezar w ostrych słowach napiętnował opór pompejańczyków, lecz darował im życie i puścił wolno. Postawił tylko jeden warunek, mieli rozwiązać swe wojska i opuścić Hiszpanię. Żołnierze pochodzący z Hiszpanii mogli odejść od razu, ci z Italii dopiero po przekroczeniu rzeki Var w Italii, do tego miejsca byli eskortowani przez cztery legiony Cezara. Bitwa pod Ilerdą była pierwszym wielkim zwycięstwem Cezara nad siłami Pompejusza i jego zwolenników.

## Kampania roku 48/47 p.n.e. Klęska Pompejusza, wyprawa do Egiptu

### Cezar przekracza Adriatyk 4-5 stycznia
Cały sierpień i wrzesień 49 p.n.e., zabrało Cezarowi opanowanie, bez walki zresztą, całej Hiszpanii. Następnie zawrócił pod Massalię, która padła w październiku tego roku. Domicjuszowi Ahenobarbusowi udało się stamtąd uciec. Na pokonane krnąbrne miasto, Cezar nałożył twarde warunki, odebrał Massali duże połacie ziemi w galii narbońskiej, a także wprowadził dwa legiony do miasta, jako stały garnizon. Nie odebrał jednak miastu autonomii, którym cieszyło się ono od wielu wieków.
Gdy był jeszcze w Massalii, do Cezara dotarły dwie wiadomości dobra i zła. Pierwsza mówiła o mianowaniu go dyktatorem, taką ustawę jeszcze we wrześniu uchwalił senat na wniosek Lepidusa. Cezar otrzymywał więc nieograniczoną władzę, nabierając przy tym prawną podstawę swych rządów. Druga wiadomość mówiła o całkowitej klęsce wyprawy afrykańskiej Gajusza Kuriona i jego śmierci. Wyprawa ta ruszyła z końcem marca 49 p.n.e. Już w połowie kwietnia, Kurion opanował Sycylię, z której uciekł Katon. W sierpniu Gajusz Kurion przeprawił się ze swą armią do Afryki, gdzie odniósł kilka drobnych zwycięstw w walkach z legatem Pompejusza – Warusem, w rejonie Utyki. We wrześniu połączył się z Warusem, król Numidii Juba. Z końcem września, połączone armie doścignęły legiony Kuriona, nad rzeką Bagradas, a ten przyjął bitwę. W bitwie zginęli prawie wszyscy żołnierze jego dwóch legionów ok. 10 000. Afryka pozostawała nadal w obrębie wpływów Pompejusza.
Cezar w tych warunkach musiał jak najszybciej wracać do Rzymu. Nim jednak tam dotarł zatrzymał się na kilka dni w Placentii. Doszło tu bowiem do buntu jego własnych wojsk. Zbuntował się XI legion, a przyczyną buntu było niewypłacanie nagród, przedłużająca się wojna i co najważniejsze zakaz dokonywania rabunków na miejscowej ludności, na co liczyli legioniści i do czego byli przyzwyczajeni. Cezar początkowo postanowił rozwiązać legion,ustąpił jednak na błagalne prośby oficerów. Cezar ukarał śmiercią jedynie dwunastu najbardziej winnych. Gdy stłumił bunt, ruszył czym prędzej do Rzymu.
W Rzymie Cezar musiał zająć się najpilniejszymi sprawami przed którymi stało państwo. Przeprowadził wybory na konsulów na rok 48 p.n.e., został wybrany on i Publiusz Serwiliusz – pod rozkazami jego ojca służył kiedyś Cezar w Cylicji. Wyznaczył urzędników na następny rok oraz, przeprowadził w senacie ustawy mające na celu unormowanie sytuacji kredytowej kraju, mocno nadszarpniętej toczącą się wojną domową. Łącznie w Rzymie Cezar spędził zaledwie jedenaście dni, po czym ruszył na południe w stronę Brundyzjum.
Po przybyciu Cezara do Brundyzjum, czekało już tam siedem legionów, gotowych do przeprawy przez Adriatyk. Stan liczebny wojsk był o wiele niższy od oficjalnie przewidzianego, legiony liczyły po ok. 3000 żołnierzy – normalnie legion liczył ponad 6000 żołnierzy. Był to efekt nieustannych walk. Brakowało też okrętów transportowych, starczało ich jedynie na przeprawienie ok. 15 000 ludzi. Brakowało też okrętów wojennych, mogących zapewnić im bezpieczną przeprawę. Tymczasem wieści z Grecji brzmiały alarmistycznie, Pompejusz rósł w siłę z każdym dniem, opuszczał Italię jedynie z pięcioma legionami, obecnie miał ich już dziewięć. Pompejusz zmobilizował wszystkich Rzymian będących na wschodzie, oraz wymusił na lokalnych władcach przysłanie mu pomocy materialnej. Ponadto zebrał ok. 500 okrętów wojennych i dwa razy tyle transportowych, osobiście brał też udział w szkoleniu rekrutów. I to właśnie była jego słaba strona, mimo wielości armii, składała się ona z niedoświadczonych młodzików, którzy nigdy nie brali udziału w wojnie, inni pierwszy raz widzieli na oczy broń. Mimo wszystko pompejańczycy byli dobrej myśli, ich flota dowodzona przez zajadłego wroga Cezara – Marka Bibulusa, panowała nad Adriatykiem.
Cezar postanowił mimo wszystko natychmiast rozpocząć przeprawę przez morze. Żołnierze już po zaokrętowaniu czekali jeszcze trzy dni nim wiatr zmienił kierunek na dogodny. Flota transportowa Cezara odbiła z portu w Brundyzjum dopiero wieczorem 4 stycznia 48 p.n.e., eskortowało ją jedynie 12 okrętów wojennych. Zdawano sobie dobrze sprawę z niebezpieczeństwa, wystarczyłby atak zaledwie jednej z eskadr Bibulusa, by cała flota, a razem z nią i cała armia Cezara utopiła się w morzu. Cezara uratowało przekonanie Bibula, że przy tak niewielkiej flocie, ten nie odważy się na przeprawę. A Bibulus dysponował na samej Korkyrze flotą złożoną z 110 okrętów wojennych. Gdy wiadomość o przeprawie Cezara przez Adriatyk, dotarła na Korkirę do Bibulusa, było już za późno na działanie, Cezar wylądował w Grecji. 5 stycznia 48 p.n.e. Cezar wylądował na plaży u stóp górskiego pasma Akrokeraunion. Dwaj dawni przyjaciele Cezar i Pompejusz mieli się tu w Grecji zmierzyć w walce o wszystko.

### Bitwa pod Dyrrachium 6 lipca
Następne sześć miesięcy, po wylądowaniu armii Cezara w Grecji, to prawdziwa „gra w podchody”, Pompejusz unikał przyjęcia bitwy, a obie armie operowały w rejonie Dyrrachium. Pompejusz skupił się na odcięciu armii Cezara od zaplecza i połączeń z Italią, te jego próby zakończyły się jednak niepowodzeniem. Cezar zaś próbował zamknąć Pompejusza w jednym miejscu potężnym systemem fortyfikacji, aby zmusić go do przyjęcia bitwy. Zbudowano forty, wały i palisady na długości dwudziestu pięciu kilometrów. Nie przyniosło to jednak większych rezultatów, Pompejusz szybko udowodnił, że nie na darmo nadano mu przydomek Wielkiego – Pompejus Magnus.
6 lipca Pompejusz zaatakował armię Cezara pod Dyrrachium, rozpoczęła się krwawa bitwa, pierwsze od kilkunastu miesięcy, starcie dwóch „tytanów”. Pompejusz dwukrotnie w tym dniu rozbił siły Cezara na różnych odcinkach frontu, w niewielkiej odległości od Dyrrachium. Doszło do paniki w oddziałach Cezara, jego starzy oficerowie, którzy swą odwagą zachwycali podczas wojny z Galami, teraz uciekali z pola bitwy w popłochu, niczym niedoświadczeni młokosi, wielu krzyczało, że to koniec, bitwa przegrana. I rzeczywiście bitwa była przegrana, Cezar nigdy wcześniej nie doznał takiej klęski, nawet pod Gergowią. Zginęło 940 żołnierzy i 32 oficerów, 32 sztandary legionowe dostały się w ręce Pompejusza, do niewoli dostało się też kilkudziesięciu żołnierzy i oficerów Cezara. Cezar został pobity, jednak jeszcze nie rozbity co niewątpliwie było winą Pompejusza. Uznał on bowiem, że starzy, doświadczeni żołnierze Cezara, nie mogli tak po prostu wpaść w panikę, obawiał się pułapki i zakazał armii dalszego pościgu. Gdyby kontynuował atak, armia Cezara przestałaby istnieć. Cezar przyznał to później publicznie.
Po zwycięstwie w armii Pompejusza zapanowała euforia, wszyscy byli przekonani, że koniec Cezara jest już bliski, należało tylko go dobić. Labienus, niedawny oficer Cezara, który zbiegł z jego obozu, wyprowadził, za zgodą Pompejusza, pojmanych żołnierzy Cezara przed front armii. Następnie drwił z nich nazywając pogardliwie „towarzyszami broni”, wielu z nich znał bowiem dobrze, walczyli razem jeszcze w Galii, śmiał się z ich tchórzostwa, na koniec zaś kazał wszystkich publicznie ściąć mieczem.
Cezar znalazł się teraz w trudnym położeniu. Wieści o jego klęsce dotarły do Rzymu. Na jego przyjaciół i stronników padł blady strach, obawiano się niechybnej kary Pompejusza, i zemsty innych pompejańczyków. Tym bardziej że wieści o układaniu nowych list proskrypcyjnych, równie szybko dotarły do stolicy. W Grecji Cezar wygłosił mowę do swoich żołnierzy, przypominał im ciężkie chwile które razem z nim przeszli, przypominał klęskę pod Gergowią i jednocześnie następujące po nim zwycięstwo pod Alezją. Mowa ta wywarła na żołnierzach wielkie wrażenie, byli gotowi ruszyć choćby zaraz, by zmazać hańbę klęski, Cezar jednak odwiódł ich od tego. Postanowił wycofać się na wschód do Tesalii, celem zniszczenia armii Metellusa Scypiona, która miała połączyć się z siłami Pompejusza. Udało mu się też zgubić pościg Pompejusza, który też zdążał do Tesalii.

### Bitwa pod Farsalos 10 sierpnia
Cezar pierwszy wkroczył do Tesalii, miasto Gomfi, pierwsze które napotkał w tej krainie, zamknęło przed nim swe bramy. Cezar zdobył je po kilkugodzinnym szturmie. Cezar pozwolił swoim żołnierzom w nagrodę, na splądrowanie miasta, przy okazji urządzili rzeź, mordując większość mieszkańców miasta. Kolejne miasto na drodze legionów Cezara – Metropolis, poddało się bez walki, za to Cezar zabronił swoim legionistom splądrowania miasta. Dało to błyskawiczny skutek, wszystkie miasta w Tesalii, otworzyły przed Cezarem swe bramy, jedynym wyjątkiem była Laryssa – stolica tej krainy.
1 sierpnia Cezar polecił rozbić obóz nad rzeką Enipeus pod miasteczkiem Farsalos. W dwa dni później doścignął go tam Pompejusz, który zdołał połączyć się z siłami Scypiona. Pompejusz rozbił obóz pod górą Dogandzis. Przez kolejne dni znów zaczęły się „podchody” obu armii. Legiony Cezara i Pompejusza, codziennie stawały w szyku bojowym, do bitwy jednak nie dochodziło. Toczyły się za to jedynie walki kawalerii obu stron, w których to zawsze górą okazywała się jazda Cezara. Było to spowodowane współdziałaniem z oddziałami lekkozbrojnych, taką taktykę zobaczył Cezar po raz pierwszy w bitwie z Germanami pod wodzą Ariowista, jeszcze w Galii, dziesięć lat wcześniej, w roku 58 p.n.e. Dawała ona wyśmienite rezultaty.
Wreszcie Cezar postanowił opuścić obóz i przenieść się w inne miejsce. 9 sierpnia zwinięto obóz i rozpoczęto wymarsz, lecz szybko Cezar otrzymał meldunek o zablokowaniu przez legiony Pompejusza przejścia na równinie. Cezar ustawił więc swoje wojska w formacjach bojowych. Pompejusz nadal nie zamierzał staczać bitwy, ustąpił w wyniku presji i nalegań senatorów i dostojników, którzy nie mając wiedzy wojskowej, uznali już wojnę za wygraną i chcieli to skończyć jak najszybciej, by móc wrócić do swych majątków i do Rzymu w glorii „zbawców republiki”. Myślano również o karach dla cezarian, prawdziwych bądź ukrytych, pozostałych w Rzymie. Po bitwie Cezar stwierdził, iż „rozważano nie jak zwyciężyć, lecz jak wyzyskać zwycięstwo”.
Pompejusz zamierzał rozstrzygnąć tę bitwę następująco: jazda ma zaatakować prawe, odkryte skrzydło wojsk Cezara – lewe skrzydło oddziałów Cezara, było osłonięte strumieniem rzeki Enipeus. Uderzenie miało wywołać zamieszanie na tyłach wroga, a co za tym idzie legiony Cezara ściśnięte z przodu uderzeniem legionów Pompejusza, z tyłu zaś jego jazdy, nie mając dokąd uciekać – drogę zagradzała rzeka Enipeus, miały pójść w totalną rozsypkę. Labienus poparł plan Pompejusza, twierdząc, że w oddziałach Cezara niewielu jest już weteranów z Galii, resztę stanowią nowi rekruci – jak bardzo się mylił pokazała bitwa. Labienus złożył też przysięgę, że dnia jutrzejszego wróci do obozu Pompejusza tylko jako zwycięzca, bądź nie wróci wcale. Wszyscy obecni na naradzie złożyli taką samą przysięgę, z Pompejuszem włącznie.
Siły Cezara liczyły osiem legionów – 22 000 żołnierzy. Siły Pompejusza zaś jedenaście legionów pełnego składu – 110 kohort – ok. 45 000 ludzi. Cała jazda Pompejusza, prawie czterokrotnie liczniejsza od jazdy Cezara, stanęła zgodnie z planem na jego lewym skrzydle. Cezar widząc to wydzielił po jednej kohorcie z każdego legionu i ustawił je w linii skośnej, tworzącej tylną czwartą linię jego wojsk, osłaniającą prawe skrzydło. Cezar przed bitwą przemówił do żołnierzy. Przypominał, że wielokrotnie czynił próby porozumienia się z senatem, zawsze kończyły się one niepowodzeniem, nie z jego winy jednak. Przypominał też świetne zwycięstwa które jego żołnierze odnieśli w wojnie w Galii. Teraz wybiła godzina próby on lub Pompejusz. Jeśli przegra jego żołnierze zostaną ukarani śmiercią jako zdrajcy ojczyzny, przykład Dyrrachium i tego co zrobili pompejańczycy z jego ludźmi, wziętymi do niewoli, dawał żołnierzom wiele do myślenia.
Cezar rozpoczął bitwę dając trębaczowi sygnał do wymarszu. Jeden z jego oficerów Gajusz Krastinus, ruszył do boju ze swymi oddziałami, krzycząc w stronę Cezara: „wodzu dziś podziękujesz mi żywemu lub zmarłemu”. Rzucił się biegiem w stronę wojsk Pompejusza, lecz jego oddziały stały wciąż na swych pozycjach, zgodnie z rozkazem swego wodza. Sądził on, że legioniści Cezara zmęczą się biegiem, jednak oni przystanęli w połowie drogi, nabrali oddechu i ruszyli dalej. Oddziały zwarły się ze sobą w śmiertelnym uścisku, padło wielu zabitych, m.in. Krastinus ranny w głowę.
Teraz Pompejusz rzucił do walki swą jazdę. Ruszyło do boju 7000 jeźdźców Pompejusza, wzmocnionych jeszcze przez łuczników. Nastąpiło zwarcie z jazdą Cezara liczebnie o wiele mniej liczną. Bitwa konna zakończyła się zwycięstwem kawalerii Pompejusza, jazda Cezara poczęła opuszczać pole. Jeźdźcy zdobywali kolejne tereny, rozpoczęto już manewr zachodzenia sił Cezara od tyłu, lecz właśni wtedy Cezar rozkazał swoim ośmiu kohortom uderzyć na jazdę Pompejusza. Już prawie zwycięzcy kawalerzyści Pompejusza, nie próbowali nawet podejmować walki, zaskoczeni nagłym pojawieniem się piechoty, której tutaj być nie powinno. Szybko zawrócili, jednocześnie odsłaniając swoich łuczników, którzy w starciu z ciężkozbrojnymi oddziałami Cezara, gęsto zaścielili pole. Zwycięskie kohorty Cezara, parły niepowstrzymywane, wciąż do przodu i uderzyły na zupełnie bezbronne teraz – jazda Pompejusza opuściła pole bitwy – lewe skrzydło wojsk Pompejusza, spychając do tyłu całą lewą flankę. Widząc to Cezar rzucił teraz do walki całą trzecią linię swych wojsk, stojącą dotychczas w odwodzie. Legiony Pompejusza rzuciły się do ucieczki, załamały się jego wszystkie linie. Pompejusz też czym rychlej wrócił do obozu. Bitwa była przegrana.
Legioniści Cezara, mimo upału, uderzyli na obóz Pompejusza. Zniesiono kohorty wartownicze i wspomagające je oddziały trackie. Wszyscy rzucili się w panice do ucieczki w stronę pobliskich gór. Oddziały jazdy Cezara, która pojawiła się z powrotem na polu bitwy, pod wodzą Marka Antoniusza, czyniły straszliwą rzeź wśród uciekających wojsk Pompejusza. Wówczas to poległ wróg Cezara, któremu ten darował wolność po wzięciu Korfinum – Lucjusz Domicjusz Ahenobarbus. Pompejusz uciekł z obozu dosiadając konie w ostatnim momencie, gdy legioniści Cezara wdzierali się już do środka. Uciekał z czterema towarzyszami, w stronę Laryssy.
W zdobytym obozie, żołnierze Cezara zobaczyli ogromne bogactwa. Namioty senatorów przybrane były bluszczem, wiele namiotów posiadało specjalne altanki, chroniące przed słońcem, wszędzie zaś były złote i srebrne naczynia i puchary, oraz mnóstwo złotych monet. Cezar jednak zabronił łupienia obozu, najpierw miano się rozprawić z niedobitkami Pompejusza, okupującymi pobliskie góry. Pompejańczycy jednak szybko zaczęli przechodzić na sąsiednie pasmo górskie, kierując się w stronę Larysy. Dopiero gdy Cezar zagroził im odcięciem biegu pobliskiej rzeki, przechodzącej przez owe góry, poddali się. Żołnierze Pompejusza, nie przypominali już tej wielkiej armii, którą byli jeszcze dzień wcześniej, obdarci i zakrwawieni, z płaczem padali na ziemię błagając Cezara o darowanie im życia. Cezar nie tylko nie pozbawił ich życia, lecz pozwolił także zabrać mienie które do nich należało. Pod Farsalos poległo ok. 15 000 żołnierzy Pompejusza, a poddało się Cezarowi ok. 24 000, reszcie udało się uciec. Cezar zdobył także 9 orłów legionowych i 180 godeł poszczególnych oddziałów. Straty Cezara liczyły 200 poległych w tym 30 oficerów.

### Wyprawa Cezara do Egiptu październik 48 p.n.e. – czerwiec 47 p.n.e.
28 września 48 p.n.e. do Egiptu przybyli wysłannicy Pompejusza. Stawili się na audiencji u dziesięcioletniego Ptolemeusza XIII, za którego naprawdę rządzili, jego opiekunowie i doradcy: Potinos, Achillas i Teodot. Uzyskali zapewnienie, że ich wódz zostanie z odpowiednimi honorami przyjęty w Egipcie. Pompejusz nie musiał się niczego obawiać, bowiem to on w roku 55 p.n.e., przywrócił na tron faraonów, ojca obecnego władcy – Ptolemeusza XII Auletesa. W Egipcie wciąż od tamtego czasu stacjonowała rzymska załoga, złożona w dużej mierze z byłych legionistów Pompejusza, jeszcze z czasów walk z Mitrydatesem VI. Pompejusz był też, mianowanym przez senat opiekunem rodziny królewskiej.
Sytuacja jednak nie była taka prosta. W tym czasie w Egipcie toczyła się wojna domowa pomiędzy zwolennikami małoletniego Ptolemeusza XIII a zwolennikami jego siostry dwudziestojednoletniej wówczas Kleopatry. Rodzeństwo miało panować wspólnie, zgodnie z życzeniem ich ojca, zmarłego w 51 p.n.e., szybko jednak doszło między nimi do walki, Kleopatra została wygnana z Egiptu w kwietniu roku 48 p.n.e., lecz szybko zebrała armię w Syrii i uderzyła na Egipt. Obie armie spotkały się w rejonie twierdzy Peluzjon, na wschodzie kraju. Do bitwy jednak nie dochodziło. Doradcy Ptolemeusza XIII, uznali, że opowiedzenie się w takich warunkach za pobitym Pompejuszem, spowodowałoby natychmiastowe wsparcie Kleopatry przez Cezara. Wreszcie narady jak postąpić z Pompejuszem, przerwał Teodot, mówiąc „umarli nie gryzą”.
Tymczasem Pompejusz zdołał opuścić Tesalię i dostać się na wyspę Lesbos. Zabrał stamtąd żonę Kornelię i syna Sekstusa. Popłynął następnie wzdłuż wybrzeży Azji Mniejszej na Cypr. Po drodze zebrał niedobitki własnych żołnierzy oraz część niewolników, z których także stworzył oddziały, liczyły one łącznie ok. 2000 ludzi. Płynięto w kierunku Aleksandrii, stamtąd zaś skierowano się na Peluzjon. Wówczas do okrętu Pompejusza podpłynął na małej łódce Achillas. Było z nim dwóch dawnych oficerów Pompejusza – Septymiusz i Salwiusz. Wielu pompejańczyków obecnych na okręcie, radziło Pompejuszowi odpływać, bowiem wzgarda jakiej doświadczono takim skromnym przywitaniem, mówiła sama za siebie. Septymiusz jednak z łódki, pozdrowił Pompejusza jak imperatora, a następnie po grecku zaczął przemawiać Achillas. Tłumaczył się niemożnością podpłynięcia większych okrętów mielizną, jednak zauważono, że na pobliskie okręty ładują się egipscy żołnierze, mimo to Pompejusz postanowił wsiąść do łódki. Wraz z nim weszli tam również dwaj oficerowie i wyzwoleniec Pompejusza imieniem Filippos i jeden niewolnik. Pompejusz odwrócił się jeszcze do żony i syna i powiedział po grecku: „Ktokolwiek wchodzi do domu tyrana, jest jego niewolnikiem, choćby przybył wolny”. Na pokładzie łodzi zapanowało milczenie, jedynie Pompejusz próbował zacząć rozmowę z Septymiuszem, ten jednak nic nie odpowiadał, jedynie potakiwał. Gdy zbliżali się do brzegu, Pompejusz wstał wsparł się na ręce Filipposa, gdy nagle poczuł silne uderzenie przeszywające plecy. To Septymiusz wbił mu miecz z tyłu, inni też wyciągnęli swe miecze, Pompejusz upadł zakrwawiony, jeszcze próbował zakryć twarz togą. Pompejusz wielki zginął zasieczony mieczami swoich oficerów, do których miał zaufanie. Ludzie znajdujący się na okręcie, widząc co się dzieje, szybko odpłynęli przy sprzyjającym wietrze. Część z nich próbowała uspokoić lamentującą Kornelię. Udało im się uciec.
Septymiusz zaniósł odciętą głowę swego dawnego wodza do króla Ptolemeusza. Wówczas 28 września, mijała dokładna trzynasta rocznica gdy Pompejusz odbył drugi triumfalny wjazd do Rzymu. Ciało Pompejusza leżało na plaży do zmierzchu, potem jego wyzwoleniec Filippos, obmył je i owinął we własną tunikę. Następnie ułożył mały stos pogrzebowy i podpalił ciało swego pana. Wówczas nadszedł jakiś stary mężczyzna, który niegdyś służył pod rozkazami Pompejusza w Hiszpanii. Jedynie ci dwaj stali teraz przy płonących zwłokach Pompejusza Wielkiego, zdobywcy rzymskiego wschodu, był pierwszym rzymianinem, który wszedł do Świątyni Jerozolimskiej, podobno pośliznął się na jej stopniach. Zniszczył królestwo Seleucydów, istniejące od prawie trzech stuleci. Wziął udział w ostatniej zwycięskiej dla Rzymian bitwie ze Spartakusem, kończąc powstanie niewolników w Italii. Wreszcie poskromił piratów na Morzu Śródziemnym, którzy byli jego plagą, porywając wolnych mieszkańców nadmorskich ziem i sprzedając ich w niewolę, szczególnie młode kobiety i dzieci. Pompejusz ukrócił ich proceder, a skończył jak najzwyklejszy łotr.
2 października Cezar przybył do Aleksandrii. Na spotkanie z nim wypłynął Teodot, wioząc głowę Pompejusza i jego pierścień. Cezar widząc głowę przyjaciela, wybuchł gniewem, nakazał Teodotowi natychmiast opuścić jego okręt, sam zaś rozpłakał się. Cezar bowiem nie pragnął śmierci Pompejusza, chciał jedynie zmusić go do pojednania, dlatego stawiał warunki o spotkanie z Pompejuszem. Cezar wraz ze swoimi dwoma legionami, których skład był o wiele niższy od normalnego, liczyły bowiem razem ok. 3200 żołnierzy, zszedł na ląd w Aleksandrii. Miasto to, zbudowane jeszcze trzysta lat wcześniej, na polecenie Aleksandra Wielkiego, było wówczas najludniejszym miastem świata, liczyło ok. miliona mieszkańców, było też najbardziej kosmopolitycznym miastem ówczesnego świata. Aleksandria należała również do największych, najpiękniejszych i najczystszych miast basenu morza śródziemnego, stary, brudny Rzym, ze swymi wąskimi uliczkami, nie mógł się wówczas z nią równać.
Aleksandryjczycy nie lubili obcych, którzy ośmielili się jeszcze wkraczać do ich wspaniałego miasta na czele oddziałów wojskowych. Gry Cezar szedł ulicami Aleksandrii, z Portu Wielkiego, kierując się do pałacu królewskiego, poprzedzany swymi liktorami, wśród tłumów dały się usłyszeć gniewne okrzyki i złorzeczenia pod jego adresem. Również żołnierze egipscy w strażnicach, ustawili się w pozycjach bojowych. W pałacu królewskim młody król Ptolemeusz XIII, przedstawił Cezarowi, swoje stanowisko w walce z Kleopatrą i poprosił Cezara o wsparcie jego sprawy. Cezar jednak postanowił to jeszcze przemyśleć, zamierzał bowiem spotkać się również z Kleopatrą, by wysłuchać jej racji. Nakazał swoim oficerom szukać jej, jednak bez powodzenia. 3 października wielu żołnierzy rzymskich, którzy wybrali się na zwiedzanie miasta, nie powróciło do obozu, zostali skrytobójczo zamordowani przez mieszkańców miasta.
Kleopatra także zapragnęła spotkać się z rzymskim wodzem. Pomógł jej w tym wynajęty rybak, który przewiózł ją niepostrzeżenie małą łódką. Do pałacu królewskiego zaś wniósł ją, zawiniętą w dywan. Młoda księżniczka Egiptu, zrobiła zapewne na Cezarze duże wrażenie swą odwagą, mimo to starał się pozostać obiektywnym w pogodzeniu stron i przyznaniu korony. Kleopatra została oficjalnie wprowadzona do pałacu królewskiego, gdzie wraz z bratem i konkurentem o władzę, oczekiwała na wyrok Cezara. Natomiast doradcy młodego króla Ptolemeusza, obawiali się utraty władzy w przypadku objęcia tronu przez Kleopatrę. Potinos w tym celu zaczął intrygować w pałacu, natomiast Achillas, stacjonujący z egipską armią pod Peluzjon, zebrał siły liczące 20 000 piechoty i 2000 kawalerii, i rozpoczął marsz na Aleksandrię.
Rozpoczęła się czteromiesięczna blokada Rzymian w królewskiej dzielnicy w Aleksandrii. Cezar nakazał podpalenie floty egipskiej blokującej wyjście z portu, spłonęła wówczas również, wraz z większością zbiorów słynna Biblioteka Aleksandryjska. Następnie rzymscy żołnierze rozpoczęli atak na wyspę Faros, na której znajdowała się latarnia morska. Udało im się opanować całą wyspę i wyprzeć stamtąd Egipcjan, nie potrafili jednak Rzymianie utrzymać całości frontu, ze względu na zbyt szczupłe siły. Postanowiono więc zburzyć część najbliższych budynków, aby zbudować fortyfikacje. Wówczas do walki z najeźdźcą, ruszyło całe miast. Rzymianom groziło odcięcie od źródeł wody pitnej. Cezar skazał na śmierć Potinosa, który udawał przyjaciela, a knuł spisek przeciw Cezarowi i Kleopatrze. Jednak młodsza siostra Kleopatry – Arsinoe zbiegła do wojsk Achillasa, którego kazała zabić, a dowództwo wojskowe powierzyła swemu doradcy Ganimedesowi.
Wreszcie na horyzoncie zaczęły pojawiać się posiłki. III legion, płynął na pomoc Cezarowi, zamkniętemu w mieście. Ponieważ wejście do portu nadal uniemożliwiała flota Egiptu, zbudowana od nowa po pożarze, Rzymianie musieli stoczyć bitwę morską. Cezar o mało nie stracił w niej życia, jego okręt zatonął, a on sam musiał wpław płynąć do najbliższego okrętu. W czasie tych walk Egipcjanie ponownie uderzyli na wyspę Faros. Rzymianom nie udało się powstrzymać ich na grobli, łączącej wyspę z miastem, w tych walkach o groblę zginęło 400 legionistów. Rzymianie zaczęli ustępować, Cezar wypuścił z pałacu Ptolemeusza XIII, aby ten doprowadził do zawarcia rozejmu, jednak młody król wszedł w porozumienie z Arsinoe, i przystąpił do oblężenia.
Cezar wysłał wiadomość o pomoc do sił stacjonujących w Syrii i Palestynie, jeszcze w listopadzie 48 p.n.e., jednak pierwsza odsiecz dotarła pod Aleksandrię, dopiero w marcu 47 p.n.e. Oddziały egipskie Ganimedesa, ruszyły aby przeciąć im drogę. Legiony pod dowództwem księcia Pergamonu – Mitrydatesa, połączyły się z armią Cezara nad Nilem. Tam też doszło do decydującej bitwy, która zakończyła się totalną klęską Egipcjan. Śmierć poniosło wielu dostojników tronu, z samym Ptolemeuszem XIII na czele, który utonął w Nilu, w trakcie bezładnej ucieczki, na przeładowanej po brzegi łodzi.
Po zwycięstwie Cezar powrócił wraz z Kleopatrą, wówczas już jedyną władczynią, do Aleksandrii. Mieszkańcy miasta, którzy jeszcze do niedawna pragnęli jego śmierci, teraz witali jego legiony wiwatami. Królowa Kleopatra poślubiła swego drugiego, młodszego brata – dziesięcioletniego Ptolemeusza XIV, w Aleksandrii zaś, dla jej bezpieczeństwa Cezar pozostawił trzy legiony. Pokonana Arsinoe, wyjechała wraz z nim do Rzymu, gdzie uświetniła jego triumf. Cezar jednak mimo ciągłego niebezpieczeństwa – w północnej Afryce, Katon i Scypion zbierali armię, która niebawem miała ruszyć na siły Cezara, postanowił trochę odpocząć. Spędził w Egipcie z królową Kleopatrą dwa miesiące do maja 47 p.n.e.
Cezar i Kleopatra pływali Nilem w dół rzeki, by zwiedzić kraj starożytnych faraonów. Przez całą podroż trwały niekończące się uczty i zabawy. Organizowano też dalekie wycieczki w głąb lądu, gdzie Cezar obejrzał sfinksa i piramidy. Zwiedzano monumentalne Kolosy Memnona, Świątynię Amona w Karnaku, z czasów od XVII, do XIX dynastii, posągi dawnych faraonów i świątynie innych bóstw starożytnego Egiptu. Sama zaś Kleopatra czciła szczególnie boginię Izydę, jedną z największych egipskiego panteonu. Gdy Cezar z początkiem czerwca 47 p.n.e., wyjeżdżał z Egiptu, Kleopatra była w ciąży, za kilka miesięcy urodzi chłopca i nada mu imię Cezarion.

## Kampania roku 47/46 p.n.e. Zwycięstwa w Azji Mniejszej i Afryce

### Bitwa pod Thapsus 6 kwietnia 46 p.n.e.
Cezar następnie pośpieszył na północ, gdzie z królestwa bosporańskiego, przedostał się ze swą armią do Azji Mniejszej – Farnaces. Był on synem pokonanego przez Pompejusza, króla Pontu – Mitrydatesa VI. Przybył teraz, zachęcony wojną domową w imperium rzymskim, by odzyskać dawne królestwo ojca. Cezar nie miał czasu śpieszył do Rzymu, na kampanię przeciw Farnacesowi, poświęcił zaledwie pięć dni. Z początkiem sierpnia w bitwie pod Zelą, rozgromił armię Farnacesa, a jego samego zmusił ponownie do ucieczki przez Pontus Euxinus. Po tym zwycięstwie wysłał do senatu krótką, lakoniczną wiadomość Veni, vidi, vici – („przybyłem, zobaczyłem, zwyciężyłem”).
Po przybyciu do Rzymu, Cezar ponownie nie zagrzał w nim długo miejsca, natychmiast udał się do Afryki północnej – grudzień 47 p.n.e., gdzie pobici, lecz nie rozbici pompejańczycy, zebrali dużą i silną armię, wspieraną przez siły króla Numidii – Jubę. Dowództwo nad tą armią objął Metellus Scypion. Miał on przy sobie doświadczonych dowódców, Labienusa, Warusa i Afraniusza, oraz obaj synowie Pompejusza Gnejusz Pompejusz i Sekstus Pompejusz. Armia liczyła dziesięć legionów rzymskich i cztery numidyjskie. Pompejańczycy dysponowali także dużą flotą wojenną, pod dowództwem Marka Oktawiusza. Był tam również największy chyba wróg Cezara Marek Katon. Dzięki niemu, zebrał się w Utyce na nowo senat, złożony z uciekinierów ze stolicy.
Siły Cezara składały się jedynie z sześciu legionów. Działania wojenne w Afryce trwały ponad cztery miesiące. Wojskom pompejańczyków, udało się odciąć Cezara od aprowizacji, i od posiłków z Italii. Uzyskano to metodą drobnych starć i ataków na niewielkie siły Cezara, wysłane w celu zdobycia aprowizacji. Scypion zdecydowanie unikał bitwy, dążył raczej do zagłodzenia armii zdobywcy Galii. Jednak w końcu Cezar zmusił go do przyjęcia bitwy. 6 kwietnia 46 p.n.e., pod miejscowością Tapsus, rozpoczęło się decydujące starcie. Scypion, dysponujący zdecydowaną przewagą ilościową, popełnił duży błąd, rozdzielił armie na dwie części, które po kolei miały niszczyć siły Cezara. Lecz to Cezar rozbijał je po kolei. Bitwa zakończyła się kompletną masakrą pompejańczyków, na placu boju padło ponad 20 000 żołnierzy Scypiona i Juby. Większość zginęło już podczas ucieczki, lub nawet po złożeniu broni, bowiem zmęczeni żołnierze Cezara mordowali ich na miejscu, aby uniknąć kolejnych zmagań bitewnych. Scypion popełnił samobójstwo, podobnie król Juba. Z pola bitwy udało natomiast wydostać się obu synom Pompejusza i Labienusowi.
Katon zaś nie uczestniczył w bitwie, przebywał wtedy w Utyce. Wysłuchał wiadomości o klęsce ze spokojem, przygotowywał się bowiem do takiego obrotu wydarzeń. Nie ufał za bardzo militarnym zdolnościom Scypiona, a jako zagorzały republikanin i zwolennik wręcz ascetycznego trybu życia, widział w nim również zadatki na tyrana. Katon postanowił jednak działać, zorganizował obronę Utyki, lecz nic z tego nie wyszło, ludność była nastawiona pacyfistycznie i nie zamierzała walczyć w obronie republikańskich złudzeń garstki już senatorów. Wówczas zajął się organizacją ucieczki z miasta senatorom i ich rodzinom, drogą morską. Gdy już się z tym uporał, uporządkował własne sprawy. Wieczorem podczas kolacji w gronie przyjaciół, którzy wraz z nim zdecydowali się zostać w mieście, dyskutował na tematy filozoficzno-moralne. Przed udaniem się na spoczynek, wyciągnął dialog Platona o nieśmiertelności duszy i zaczął go czytać. Po skończeniu lektury, nakazał Katon swemu niewolnikowi, przynieść miecz, który wcześniej z obawy o życie ojca, kazał usunąć syn Katona. Ponieważ niewolnik nie chciał wykonać polecenia, ten uderzył go tak silnie, że sam zakrwawił sobie rękę, wówczas podano mu miecz. Katon schował ostrze i powrócił do lektury. Gdy skończył czytać zapadł w sen. Zbudził się już po północy, zawołał dwóch wyzwoleńców i jednemu kazał opatrzyć sobie dłoń, drugiemu zaś sprawdzić czy wszyscy z senatorów już opuścili miasto. Katon jeszcze raz wysłał wyzwoleńca, by się upewnił, czy na pewno wszyscy wyjechali, następnie znów zasnął. Zbudził się nad ranem, kazał wszystkim opuścić jego pokój i zamknąć drzwi. Gdy ponownie otworzono drzwi, zobaczono Katona leżącego na ziemi, z przebitym brzuchem i wystającymi stąd wnętrznościami, jednak nie był martwy, żył i mówił jeszcze. Jego lekarz zamierzał zszyć mu ranę, lecz ten odepchnął go i rozerwał sobie rękoma brzuch. Gdy niedługo później Cezar wkroczył do miasta, nikomu z rodziny Katona nie spadł włos z głowy, zachowali również swe majątki i bogactwa.

### Triumf Cezara w Rzymie 46 p.n.e.
Cezar stał się teraz prawdziwym panem imperium, wszystkie krainy zostały zdobyte, a jego legiony obsadziły kluczowe miasta i twierdze w imperium. Posypały się teraz zaszczyty i tytuły. Senat przyznał Cezarowi w roku 46 p.n.e., tytuł dyktatora na kolejne dziesięć lat. Został ponownie, po raz już trzeci – konsulem. Senat nakazał także na jego posągu z brązu, wyryć formułkę, że „Cezar jest półbogiem”. Stał się więc Cezar, zgodnie z wolą i postanowieniem senatu, nie tylko dyktatorem, lecz także prawie rzymskim bogiem.
Latem tego roku, po powrocie Cezara do stolicy, odbył się trwający cztery dni, poczwórny aż triumf „półboga”. Poczwórny, obejmujący bowiem zwycięstwa Cezara w Galii, Egipcie, Poncie i Afryce. Cezar jednak nie świętował swych zwycięstw w wojnie domowej, starano się unikać jakiegokolwiek wspominania o działaniach wojennych Cezara z Pompejuszem i pompejańczykami. Dlatego też Cezar świętował zdobycie Galii, pokonanie nad Nilem armii egipskiej, rozbicie sił Farnacesa pod Zelą, jak również pokonanie króla Numidii Juby. Nie wspominano o zwycięstwach pod Ilerdą, Farsalos czy Tapsus.
Pochód rozpoczęło przejście przez Bramę Triumfalną, następnie przechodzono obok Cyrku Flaminiusza, Cyrku Wielkiego, potem oddziały wchodziły na Via Sacra – Świętą Drogę, wiodącą na Forum Romanum a stamtąd prosto na Kapitol, by w świątyni Jowisza Największego, Najlepszego, złożyć pokłon i ofiarować dary. Pochód triumfalny otwierali senatorowie i wyżsi urzędnicy państwowi, następnie szli trębacze, za którymi niesiono łupy z wojny galijskiej. Następnie niesiono ogromne obrazy symbolizujące Ren, Rodan, Ocean i Massalię. Ten pochód zamykał zakuty w kajdany Wercyngetoryks. Za nim szło siedemdziesięciu dwóch liktorów, a za nimi jechał w swym triumfalnym rydwanie sam Cezar. Za swym wodzem kroczyły legiony biorące udział w walkach w Galii, Germanii i Brytanii. Żołnierze śpiewali sprośne piosenki o swym wodzu, ostrzegając mieszkańców Rzymu przed „łysym cudzołożnikiem”, był to jedyny taki dzień gdy żołnierzom pozwalano na bardzo wiele. Na Kapitol pochód dotarł już po zmierzchu. Czekało tam już 40 słoni, dźwigających wielkie świeczniki, rozświetlające drogę. Następnie Cezar wszedł złożyć ofiary Jowiszowi. W tym samym czasie wódz Galów został zaprowadzony do więzienia i tam uduszony.
Następnego dnia odbył się triumf nad Egiptem. Prowadzono na nim egipską księżniczkę Arsinoe, idącą w kajdanach za rydwanem Cezara, wśród szyderstw Rzymian. Ten pochód przystrojony był pawimi piórami i wizerunkami ptaków i węży. Jechały także wozy wypełnione po brzegi egipskim złotem i srebrem. Na rozkaz Cezara wozy jechały tak, że za każdym razem wysypywało się z nich złoto, które ochoczo zbierali pazerni mieszkańcy stolicy. Prowadzono lwy i lamparty, zebry i słonie. Niesiono również wielką tablicę symbolizującą Nil. Bogactwo triumfu egipskiego, mimo o wiele krótszej kampanii, było równe galijskiemu.
Triumf nad Pontem, przystrojony był mniej wyśmienicie, co jednak nie umniejszało piorunującego wrażenia całości olśniewającego triumfu Cezara. Prowadzono jeńców pontyjskich, których Cezar wziął do niewoli pod Zelą.Prowadzono zwierzęta żyjące w Azji Mniejszej, oraz wizerunki miast i rzek Pontu, Galacji i Kapadocji. Ostatnim był triumf afrykański, na którym prócz złota i drogich kamieni, prowadzono niezliczone rzesze czarnych numidyjskich niewolników. Niesiono także wizerunki miast numidyjskich, oraz prowadzono zwierzęta: słonie, antylopy, tygrysy. Niesiono także złote wieńce, było ich wszystkich 2822, oraz duże ilości srebra i złotych monet.
Po dniach triumfów rozpoczęły się dni igrzysk, zabaw i publicznych uczt urządzanych dla mieszkańców Rzymu. Zastawiono 2200 ogromnych stołów pełnych najróżniejszego i najwyborniejszego jadła. Piwa sprowadzane specjalnie z Brytanii i Belgii, wina z Akwitanii, Luzytanii, Egiptu i Syrii. Wzniesiono specjalny drewniany amfiteatr na Forum Romanum, aby ludzie mogli podziwiać popisy aktorów i muzyków. Na arenę Cyrku Wielkiego, wypuszczono 400 lwów. Urządzono walki gladiatorów i rekonstrukcję prawdziwej bitwy, z dwiema armiami złożonymi z gladiatorów po 1000 piechoty i 200 jazdy, każda.
Cezar planował też przebudowę architektoniczną miasta. Widząc wspaniałe budowle Aleksandrii, postanowił upiększyć Rzym. Chciał stworzyć prawdziwą stolicę świata. I rozpoczęto wielką przebudowę. Na Forum Romanum powstała Bazylika Juliuszów, wielka hala posiedzeń sądowych. Na południowy wschód od Kapitolu, wzniesiono świątynię Venus Genetrix, bogini opiekunki i pramatki rodu Juliuszów. Cezar ślubował jej wzniesienie, jeszcze przed bitwą pod Farsalos. Wraz z nową świątynią, zaczęto budować również i nowe forum, zwane Julium – julijskim, miała pełnić rolę nowego powiększonego budynku senatu. Stary budynek senatu – Curia Julia, spłonął jeszcze w 52 p.n.e., w czasie zamieszek po zamordowaniu Klodiusza.
Po zakończeniu triumfu i zabaw, zaczęła się wytężona praca nad zreformowaniem skostniałej republiki. Najpilniejszą sprawą było odciążenie skarbu państwa. W tym celu Cezar nakazał przeprowadzenie rewizji listy odbiorców zboża, które sprzedawano po zaniżonych cenach i skreślono 170 000 nazwisk osób nie uprawnionych do takiego kupna. W czasach zamętu wojny domowej, wielu możnych i bogatych, dopisywało swe nazwiska, jako osób potrzebujących pod ową sprzedaż. Cezar ukrócił ten proceder. żołnierze Cezara, otrzymali ziemię, jednak nie kosztem pokonanych pompejańczyków, co było dotąd praktyką, lecz otrzymali nowe ziemie w Italii i prowincjach. Rozwiązano wszystkie tajne związki i korporacje, z wyjątkiem tych istniejących od wielu stuleci. By uniknąć nowej wojny domowej, zabroniono piastowania namiestnictwa prowincji, dłużej niż dwa lata.
Ze wszystkich zaś wymienionych reform, jedna miała znaczenie kluczowe nie tylko dla świata rzymskiego, lecz także dla krajów współczesnych powstałych na jego gruzach. Była to reforma kalendarza. Dotychczasowy kalendarz rzymski, był oparty na roku księżycowym i liczył 355 dni, powodowało to dodawanie co dwa lata po lutym dodatkowego miesiąca zwanego Mercedonius. Powodowało to olbrzymie kłopoty, a w czasie wojny domowej Cezara z Pompejuszem, kalendarz zupełnie się „roztroił”, bowiem oficjalny kalendarz, wyprzedzał rzeczywisty bieg roku o całe miesiące. Będąc w Aleksandrii, Cezar zasięgnął rady egipskich astronomów i matematyków z Biblioteki i Muzeum. Cezar po powrocie do Rzymu, przeprowadził prawdziwą rewolucję, wprowadził rok słoneczny, liczący 365 dni, co cztery zaś lata 366. Oficjalną datą wprowadzenia nowego kalendarza był 1 stycznia 45 p.n.e., lecz aby reforma mogła się powieść, rok 46 p.n.e. liczył 445 dni i miał 15 miesięcy.
Cezar posiadał już pełnię władzy, jednak starał się zachowywać przynajmniej pozory republikanizmu. Urzędnicy byli wybierani jak dotychczas, z senatem zaś konsultował wszelkie sprawy publiczne. Cezar też wielokrotnie tworząc jakąś ustawę, podpisywał ją nazwiskiem któregoś z senatorów. Cyceron pisał w jednym z listów do przyjaciela że: „otrzymałem listy od królów gdzieś z końca świata, w których dziękują mi, że to na mój wniosek przyznano im tytuł królewski. A ja nie tylko nie wiedziałem, że uznano ich królami, ale nawet że się w ogóle urodzili”. Cezar przypisywał więc innym swoje ustawy.
Wielu senatorów mimo wszystko, oburzały takie porządki, jednak nawet najbardziej niechętni Cezarowi, przyznawali, że są zaskoczeni jego działaniami. Nawet najzagorzalsi przeciwnicy Cezara mogli liczyć na cofnięcie konfiskaty majątku, do której dochodziło niezwykle sporadycznie, bowiem o karze śmierci dla swych antagonistów w ogóle nie było mowy. Nie było prześladowań politycznych, nie było list proskrypcyjnych. Sam Cyceron twierdził w listach, że Cezar posiada: „usposobienie łagodne i życzliwe... ustępuje prośbom słusznym i wypływającym z poczucia obowiązku, ale nie próżnym i karierowiczowskim, jest człowiekiem bardzo bystrym i wiele przewidującym... O Pompejuszu wyraża się zawsze z najwyższym uznaniem”. I rzeczywiście, swym wrogom Cezar oddał namiestnictwo różnych prowincji. Marek Brutus otrzymał namiestnictwo Galii, Sulpicjusz Grecji, Kasjusz został legatem Cezara, a Marcellus, którego Cezar prywatnie nie znosił, przywrócił stanowiska odebrane mu po zwycięstwie pod Farsalos.
W tym samym 46 roku p.n.e., do Rzymu przyjechała królowa Egiptu Kleopatra. Została przyjęta przez Cezara z wszystkimi honorami jej należnymi, i zamieszkała w willi Cezara położoną za Tybrem, wśród pięknych gajów i ogrodów. Zamieszkała tam ze swym synkiem Cezarionem, którego ojcem był Cezar, oraz ze swym małoletnim mężem Ptolemeuszem XIV. W budowanej wówczas na Forum, świątyni Venus Genetrix – Wenus Rodzicielki, ustawiono posąg Kleopatry, zaś królową Egiptu wpisano oficjalnie do grona sojuszników Rzymu.
Wizyta Kleopatry w Rzymie nie podobała się wielu senatorom, uważali oni, że jej orientalny przepych, protokół dworski i egipskie zwyczaje, źle wpłyną na mieszkańców Rzymu. Przede wszystkim zaś miano jej za złe dumę i pychę, oraz traktowanie rzymskich senatorów i nobilów jak zwyczajnych dworzan, mających za zadanie jedynie spełnianie jej kaprysów. Szczególnie upokorzony poczuł się Cyceron, którego jak uważał, przyjęto na audiencji „poniżej godności rzymskiego senatora”. Rzymian raził odmienny sposób bycia królowej, która nie mogła zrozumieć dlaczego Cezar, posiadając władzę dyktatorską i realnie nieograniczoną, nadal zawraca sobie głowę senatem. Dla niej senatorowie byli zwykłymi poddanymi, a Cezar królem.
Cezar pozwalał Kleopatrze na bardzo wiele, jednak na jej aluzje o przywdzianie korony, odpowiadał zdecydowanie negatywnie. Cezar bowiem doskonale zdawał sobie sprawę z niebezpieczeństwa na jakie naraziłby siebie i swych stronników gdyby się koronował na króla Rzymu. Rzymianie mogli znieść bardzo wiele, mogli obdarzyć go dożywotnią władzą dyktatorską, oddać mu całkowitą kontrolę nad sprawami państwa, a nawet ubóstwić go, wszystko to bowiem było do zrealizowania w ramach istniejącego ustroju republikańskiego, jednak koronacja, spowodowałaby całkowitą jego zmianę, zniesienie dawnego ustroju ich ojców i dziadów i powrót do znienawidzonej monarchii. Rzymianie więc byli w stanie oddać Cezarowi rzeczywistą władzę w imperium, byleby tylko pozostawił im złudzenie ustroju republikańskiego.
Cezar doskonale zdawał sobie z tego sprawę, dlatego też odmawiał Kleopatrze przyjęcia korony Rzymu. Walczył przecież w obronie republiki, w obronie swych praw, nie chciał być postrzegany jako tyran i gnębiciel ludu. Rzymianie obawiali się rzeczywistego powodu przybycia królowej Egiptu, plotkowano o małżeństwie z Cezarem, to nie wchodziło w rachubę, nawet tak oficjalnie przychylny wówczas Cezarowi senat, musiałby ostro zaprotestować. Małżeństwo konsula rzymskiej republiki z władczynią innego kraju, byłoby traktowane jako zdrada interesów Rzymu. Plotkowano również o planowanym wyjeździe Cezara na wschód, do Egiptu i rządzenie imperium z Aleksandrii, co dla wielu Rzymian, było nie do przyjęcia. Oznaczałoby to bowiem przeniesienie stolicy z Rzymu do Aleksandrii i wydłużyło przebieg spraw, bowiem senatorowie musieliby co trochę jeździć do Egiptu, by tam przedstawiać dyktatorowi swoje stanowiska. A było czego się obawiać, Cezar od dawna planował wyruszyć na wschód, na wojnę z Partami, aby pomścić klęskę Marka Krassusa z 53 p.n.e. Jednak zanim do tego doszło Cezar musiał uporać się z jeszcze jednym niebezpieczeństwem.

## Kampania roku 45 p.n.e. ostateczne zwycięstwo Cezara

### Bitwa pod Mundą 17 marca
Z początkiem listopada 46 p.n.e. Cezar opuścił Rzym i wyjechał do Hiszpanii, gdzie ostatni jego przeciwnicy – synowie Pompejusza i Labienus, zebrali duże siły – trzynaście legionów. W rejonie Kordoby stanął po dwudziestu siedmiu dniach marszu. W czasie tego marszu napisał kolejny poemat zatytułowany Iter – Droga. Na czele armii pompejańskiej stał Labienus, pomagali mu Warus i obaj synowie Pompejusza – Gnejusz i Sekstus.
Bunt Hiszpanii był pewny właściwie już od roku 49 p.n.e., wtedy to Cezar mianował namiestnikiem Hiszpanii Dalszej, wyjątkowo srogiego i skłonnego do wszelakich nadużyć, Kwintusa Kasjusza. W wyniku jego zdzierstw zbuntowały się nie tylko miasta hiszpańskie, lecz także legiony tu stacjonujące. Zastąpienie Kasjusza Treboniuszem, było o wiele spóźnione. W takich warunkach do Hiszpanii zaczęli napływać wszyscy wrogowie Cezara, ocaleli z kampanii afrykańskiej. Prócz nich przybywali tutaj także dezerterzy z armii Cezara, zbiegli niewolnicy oraz pospolici przestępcy.
Siły Cezara liczyły zaledwie osiem legionów i 800 żołnierzy kawalerii. Kampania przy tak niewielkich siłach była dosyć długa, brało się to również z zaciętości pompejańczyków, dla których Hiszpania była już ostatnim miejscem oporu przeciw Cezarowi, gdyby przegrali nie mieliby gdzie uciec. Skutecznie atakowali mniejsze siły Cezara, utrudniali mu zaopatrzenie i próbowali odciąć od Italii. Synowie Pompejusza nabierali wprawy w dowodzeniu legionami u boku doświadczonego Labienusa.
Pierwszym sukcesem Cezara było opanowanie miasta Ateuga 19 lutego 45 p.n.e. Zaś 17 marca została stoczona decydująca bitwa pod miejscowością Munda. Była to najcięższa bitwa jaką stoczył Cezar w tej wojnie. Uderzenie legionów Labienusa było tak silne, że nawet najstarsi weterani Cezara, zaczęli się wycofywać i oddawać pole. Legiony Cezara wycofywały się w takim tempie, że Cezar nie mając innego wyjścia postawił wszystko na jedną kartę. Zszedł z konia i nakazał go odprowadzić, ściągnął hełm i stanął w pierwszym szeregu oddziałów krzycząc: „Czy zostawicie tu swojego wodza”. To poskutkowało legiony zatrzymały się i jeszcze silniej zwarły ze sobą, w tarczy Cezara utkwiło kilkanaście strzał. Rozstrzygnięcie nastąpiło z chwilą uderzenia jazdy Cezara na lewe skrzydło pompejańczyków. Labienus, by wspomóc lewą flankę, wycofał z frontu 5 kohort, jednak ten manewr wyglądał na ucieczkę oddziałów, a żołnierze Cezara wznieśli już okrzyk radości. Legiony pompejańczyków zaczęły się wycofywać myśląc, że bitwa już jest przegrana. Wycofanie przerodziło się w bezładną ucieczkę. Poległo 30 000 żołnierzy Labienusa, wśród nich on sam, Warus i Gnejusz Pompejusz. Udało się uratować jedynie Sekstusowi Pompejuszowi, który nie brał wówczas udziału w bitwie. Na wiadomość o klęsce, najpierw uciekł do Kordoby, potem ukrył się w górach, skąd jeszcze prowadził walkę partyzancką.

## Zabójstwo Cezara 44 p.n.e.

### Rządy Cezara w Imperium 45-44 p.n.e.
Po zwycięstwie Cezar jeszcze przez kilka miesięcy został w Hiszpanii, aby uporządkować jej i swoje sprawy w tej prowincji. W miastach Hispalis, Urso, Nowej Kartagenie i Tarako, przygotował rozdział ziemi pomiędzy swych weteranów. W tym czasie znów parał się pisarstwem. Napisał poemat – Anticato – Antykaton, polemizujące z powstałym po jego śmierci, dziełkiem Cycerona, chwalącym Katona jako ostatniego obrońcę republiki. Cezar w swym utworze przedstawił Katona w bardzo niepochlebny sposób, uwypuklając i wymyślając jego negatywne cechy. W tym czasie powstało inne o wiele cenniejsze dzieło Cezara Commentarii de bello civili – Pamiętniki o wojnie domowej. Obejmują one jednak jedynie okres od początku wojny w Egipcie, nie są więc pełne.
W maju tego roku do Cezara przyjechał Gajusz Oktawiusz, jego stryjeczny wnuk. Był bowiem wnukiem Julii, siostry Cezara. Cezar już od dawna zauważył nieprzeciętne zdolności tego chuderlawego i chorowitego osiemnastolatka. Gdy tylko powrócił do Rzymu we wrześniu, natychmiast wyznaczył Oktawiusza swym spadkobiercą i usynowił go. Nie posiadał bowiem legalnego syna i dziedzica majątku i nazwiska, które przeszło do historii i stało się oficjalnym tytułem władców Rzymu oraz Bizancjum, przez kolejne sześćset lat, zamiast określenia król.
Na początku października 45 roku p.n.e. w Rzymie odbył się drugi triumf Cezara. Tym razem był to już jednak triumf nad współobywatelami – pokonanymi pompejańczykami. Podczas tego triumfu, w o wiele skromniejszej oprawie, w czasie przejazdu rydwanu Cezara obok ław senatorskich, jeden z senatorów – Pontius Akwila, nie powstał ze swego miejsca. Cezar widząc to gniewnie zawołał w jego stronę: „Więc zażądaj ode mnie, bym przywrócił Rzeczpospolitą”. W pół roku później, Pontus Akwila był jednym ze spiskowców, którzy zamordują Cezara.
Cezar otrzymał teraz nowe godności i zaszczyty. Został mianowany dożywotnim dyktatorem, oraz konsulem na kolejne dziesięć lat. Otrzymał tytuły Liberator – Wyzwoliciel i Parens Patriae – Ojciec Ojczyzny. W świątyni Kwiryna ustawiono jego pomnik, podpisany Deo Invicto – Bogu Niezwyciężonemu, kolejny zaś na Kapitolu, obok posągów siedmiu królów i Brutusa, twórcy republiki sprzed pięciuset lat. Na posągu Brutusa widniała dedykacja: „Za to żeś wygnał królów”, na posągu Cezara ktoś w nocy umieścił napis „Za to żeś wygnał konsulów”. Inne pomniki Cezara umieszczały wszystkie świątynie Italii i Rzymu.
Cezar otrzymał prawo bicia monety z własnym wizerunkiem. W czasie publicznych uroczystości mógł pokazywać się w szatach triumfalnych i siadać na pozłacanym krześle, oraz chodzić w wieńcu laurowym. I właśnie podczas świąt latyńskich, ktoś z tłumu gapiów ozdobił posąg Cezara wieńcem wawrzynowym przewiązanym białą wstążką. Wówczas trybunowie ludowi Epidiusz Marullus i Cezecjusz Flawus, nakazali usunąć z pomnika białą wstążkę, jako symbolu władzy królewskiej, a prowodyra zamknąć w więzieniu. Cezar wówczas publicznie ich zganił za to że pozbawili go zaszczytu odmowy. Potem trybunowie stracili swe stanowiska.
Ponieważ Cezar urodził się w lipcu, miesiącu zwanym Quinctilis, decyzją senatu zmieniono go na Julius, a dzień urodzin Cezara stał się oficjalnym świętem państwowym. Cezar stał się sacrosanctus – nietykalny, zaś specjalnie dobrana grupa ekwitów, miała czuwać nad jego bezpieczeństwem. Prócz niej Cezar posiadał jeszcze straż osobistą, złożoną z Galów i Hiszpanów, podążali oni za nim krok w krok, nawet na prywatne przyjęcia organizowane przez różne osobistości.
W grudniu 45 p.n.e. Cezar wyjechał nad Zatokę Neapolitańską, gdzie w Puteoli odwiedził Cycerona. Podróż miała na celu zapoznanie się z realizacją procesu kolonizacji swych weteranów na tym terenie. Akcja kolonizacyjna Cezara, organizowana na obszarze Grecji, Hiszpanii i północnej Afryki, miała na celu przeciwdziałanie przeludnieniu Rzymu, który do tego był jeszcze bardzo ciasny i brudny. Cezar umieścił w swych koloniach 80 000 obywateli, jednak tych jedynie, którzy ukończyli czterdzieści lat. Inni nie mogli przebywać poza stolicą dłużej niż trzy lata. Aby to wyegzekwować, zaostrzono kary administracyjne oraz zwiększono biurokrację.
Cezar zmienił także dotychczasową politykę Rzymu w stosunku do prowincji. Dotąd były one bowiem eksploatowane w sposób łupieżczy, bezwzględny. Namiestnicy prowincji byli zaś prawdziwymi udzielnymi królewiętami, od ich wyroku nie przysługiwało nierzymskiej ludności żadne odwołanie. Co się tyczy rzymskiej ludności prowincji przysługiwało im odwołanie do Rzymu, do senatu, poza tym był zwolniony z płacenia podatków. Dlatego nawet najbiedniejszy Rzymianin, miał na prowincji większe prawa, niż lokalny bogacz. Wielu starało się kupić sobie obywatelstwo. Namiestnik mógł ustanawiać i zbierać podatki kilka bądź kilkanaście razy w roku, wedle własnego widzimisię. Z reguły czyniono to w następujący sposób, pierwsze podatki szły do prywatnej kasy namiestnika, a dopiero kolejne były wysyłane do stolicy. Bardzo wielu senatorów, będąc dłużnikami w Rzymie, starało się o uzyskanie jakiejś dochodowej prowincji, wracali jako bogacze. Uczciwych było niewielu, ale zdarzali się jak choćby Gajusz Oktawiusz ojciec pierwszego cesarza Augusta, który zarządzając Macedonią, wrócił do stolicy biedniejszy niż wyjechał. Cezar teraz zdecydowanie ukrócił samowolę namiestników, przyznając hojnie obywatelstwo rzymskie.
Cezar hojnie przyznawał także tytuł senatora, wśród wiernych mu przedstawicieli starszyzny galijskiej i iberyjskiej, a także wielu biedniejszym Rzymianom. Wówczas po Rzymie krążył dowcip: „Co jest patriotycznym obowiązkiem – nie wskazać drogi nowemu senatorowi, pytającemu którędy to się idzie do Kurii”. Cezar miał jednak o wiele większe plany dotyczące samego Rzymu i imperium.
Planował wzniesienie ogromnej świątyni Marsa, oraz teatru u podnóża Kapitolu. Tyber zamierzał poprowadzić przez stolicę, specjalnie zbudowanym kanałem, rozbudować port w Ostii, osuszyć bagna latyńskie, spuścić wodę z jeziora Fucinus, wybudować nową drogę, łączącą Rzym z miastami nad Morzem Adriatyckim, czy przekopać kanał na istmie korynckim. Rozpoczęto także wielkie prace nad kodyfikacją ustaw prawnych, i przygotowywano się do spisu ludności imperium.
Cezar planował także zorganizowanie dwóch wypraw wojennych. Pierwsza przeciwko Dakom, zamieszkałym na północ od Grecji i Tracji, na ziemiach dzisiejszej Rumunii, druga przeciw Partom, mieszkającym na wschodzie, spadkobiercom dawnego perskiego imperium Achemenidów. Pragnął również pomścić klęskę którą Krassus poniósł w Mezopotamii kilka lat wcześniej. Na przełomie lat 45 – 44 p.n.e. Cezar zebrał potężną armię na wyprawę przeciwko Partom. Armia ta liczyła szesnaście legionów i 10 000 jazdy.
Cezar zamierzał podbić Babilonię, Armenię, Mezopotamię, Asyrię i Iran, Zdobyć Ktezyfont, Ekbatanę i Suzę. Planował także śladami Aleksandra Wielkiego dojść do Indii. Spodziewając się dłuższej nieobecności dyktatora w stolicy, za czasu przeprowadzono wybory na najważniejsze urzędy w państwie – konsulów, pretorów i wyznaczono namiestników prowincji, nie tylko na rok 44 p.n.e., ale również na 43 p.n.e. i 42 p.n.e.
Ponieważ Cezar planował powtórzyć wyczyn Aleksandra sprzed trzech stuleci, obawiano się w Rzymie, że wreszcie zdecyduje się koronować na króla, i jako prawowity król Rzymu ruszy na wojnę śladem Macedończyka. Po Rzymie zaczęły krążyć plotki, że tylko król może pokonać Partów, co miały potwierdzać także księgi sybillińskie. Gdy 26 stycznia 44 p.n.e Cezar po odprawieniu ceremonii religijnych na Mons Albanus, wracał do stolicy, podniosły się głosy pozdrawiające go jako króla, lecz szybko umilkły, nie mając poparcia wśród mieszkańców Rzymu. Cezar wówczas próbując wybrnąć z niezręcznej sytuacji powiedział do tłumu – „Jestem Cezarem, nie królem”. Jednak gdy aresztowano człowieka który pierwszy podniósł taki okrzyk, nakazał go zwolnić, a obu trybunów ludu, z których polecenia został ten mężczyzna aresztowany, publicznie skarcił. Usunął ich z senatu i pozbawił urzędów, lecz nie pozbawił życia, na co nalegało wielu jego stronników. To jednak i tak wśród warstw senatorskich wywołało oburzenie i przerażenie, pytano się co będzie dalej.
Na dzień 15 lutego zwolennicy Cezara w porozumieniu z nim samym wyznaczyli jego koronację. Był to dzień Luperkaliów – święta ku czci boga Fauna, Cezar przewodniczył tym uroczystością pełniąc funkcję pontifex maximus – najwyższego kapłana. Siedział na pozłacanym krześle, przypominającym tron i ubrany był po królewsku, jedynie nie posiadał korony. Do Cezara zbliżył się wówczas konsul Marek Antoniusz, lecz wówczas prawie nagi, brał bowiem bezpośredni udział w święcie, stanął nad Cezarem z diademem w dłoni i powiedział: „Lud rzymski ofiaruje ci to za moim pośrednictwem”, zapanowała głęboka cisza wśród zgromadzonych. Antoniusz padł wówczas na kolana błagając Cezara, aby przyjął koronę, Cezar jednak stanowczo odmówił. Wówczas rozległy się wśród tłumów zebranych na uroczystości, gromkie okrzyki i oklaski, diadem złożono zaś do świątyni Jowisza na Kapitolu.

### Śmierć Cezara 15 marca 44 p.n.e.
14 marca Cezar wziął udział w przyjęciu organizowanym przez Marka Lepidusa. Dyskutowano wówczas o tym, jaka śmierć jest najlepsza, Cezar powiedział „niespodziewana”. Dnia następnego Decymus Brutus przyszedł do domu Cezara, aby odprowadzić go do senatu i przekonać, by tam z nim podążył. Cezar źle spał w nocy i źle się poczuł. Poza tym jego żona Kalpurnia miała przerażający sen, widziała skrwawione zwłoki męża w swych ramionach. Mimo to Cezar postanowił udać się na spotkanie z senatorami do teatru Pompejusza, gdzie obradował senat. Gdy dojechał na miejsce, ktoś wcisnął mu w ręce zwój papirusu, Cezar zaczął go czytać, lecz nie zdążył, bowiem zaraz zbliżyli się do niego dostojnicy. Decymus Brutus i Treboniusz zatrzymali przed wejściem Marka Antoniusza, w celu omówienia kilku spraw. Cezar omówił parę kwestii z Popiliszem Lenasem i wszedł do budynku senatu.
Wszyscy senatorowie powstali z miejsc. Gdy Cezar usiadł na krześle, zbliżył się do niego Tiliusz Cymber z grupą senatorów. Prosił Cezara, by ten zwolnił jego brata, przebywającego na wygnaniu. Gdy Cezar próbował wstać, zniecierpliwiony jego błaganiem, Cymber ściągnął mu z ramion togę. Cezar krzyknął „Ista quidem vis est – To przemoc”, wówczas Serwiliusz Kaska zranił go sztyletem w szyję. Cezar obrócił się i przebił mu rękę rylcem służącym do pisania, usiłował też wyrwać się z zamkniętego koła godzących w niego senatorskich sztyletów. Upadł na ziemię obok posągu Pompejusza. Tak też skonał.
Większość senatorów nie uczestniczących w spisku uciekła z budynku. Do pustej sali weszło trzech niewolników. Włożyli do lektyki ciało Cezara, który miał dwadzieścia trzy rany, z których śmiertelna była jednak tylko jedna. Nieśli ciało do domu, w pewnym momencie zza zasłony wypadła zakrwawiona ręka Cezara. Spiskowców było ponad 60, m.in.: Marek Juniusz Brutus, Gajusz Kasjusz Longinus – pompejańczyk, Kwintus Ligarius – pompejańczyk, Decymus Juniusz Brutus brat wcześniejszego, oficer Cezara w Galii, Gajusz Treboniusz – oficer Cezara w Galii, Serwiusz Sulpicjusz Galba – oficer Cezara w Galii, Lucjusz Minucjusz Basylus – oficer Cezara w Galii, Publiusz Serwiliusz Kaska – stronnik Cezara i Lucjusz Tiliusz Cymber – również był stronnikiem Cezara. Wielu spośród nich było jego żołnierzami bądź bliskimi przyjaciółmi, czemu więc dokonali tego mordu? Oni wszyscy nienawidzili Cezara tylko dlatego, że zawdzięczali mu nie tylko majątki i godności, lecz w wielu przypadkach również życie. Dawni wrogowie Cezara nie mogli znieść upokorzenia – Cezar po zwycięstwie w wojnie domowej darował im życie, oni sami zaś najchętniej posłaliby go na śmierć. Zwolennicy zaś mieli mu za złe, że nie ma proskrypcji, konfiskat i rzezi, na co niewątpliwie liczyli. Nienawidzili go, ponieważ wprowadził do senatu wielu lokalnych wodzów galijskich i iberyjskich, nadawał stanowiska ubogim mieszkańcom Rzymu i Italii oraz obywatelstwo rzymskie mieszkańcom prowincji.
Nienawidzili wreszcie Cezara, ponieważ nie rozumieli tego, co jeszcze kilka dni przed morderstwem mówił Cezar: „Nie mnie, ale właśnie Rzeczypospolitej winno zależeć na moim życiu. Ja dość już mam potęgi i sławy. Natomiast Rzeczpospolita, jeśli mnie coś spotka, nie zazna już pokoju i wstrząsną nią znacznie sroższe wojny domowe”. Cezar miał rację, republika rzymska pogrążyła się ponownie w wojnach domowych, najpierw między cezarianami – Gajuszem Oktawiuszem, adoptowanym przez Cezara i noszącym nazwisko Oktawiana Cezara a Markiem Antoniuszem. Następnie między cezarianami a zabójcami Cezara – Markiem Brutusem i Gajuszem Kasjuszem. Na koniec zaś między Oktawianem a Markiem Antoniuszem i Kleopatrą.

## Potyczki wojny domowej Cezara z Pompejuszem
- 49 p.n.e. – oblężenie Korfinium – wojska Cezara wkraczają do miasta bronionego przez Lucjusza Domicjusza Ahenobarbusa (kapitulacja obrońców)
- 49 p.n.e. – bitwa pod Brundizjum – atak wojsk Cezara, ucieczka floty Pompejusza
- 49 p.n.e. – oblężenie Massalii
- 49 p.n.e. – bitwa pod Ilerdą
- 49 p.n.e. – bitwa pod Utyką – wojska Kuriona pokonały oddziały pod wodzą Warusa
- 49 p.n.e. – bitwa morska pod Curictą – flota Oktawiana pokonała flotę Dolabelli
- 49 p.n.e. – bitwa w dolinie rzeki Bagradas
- 48 p.n.e. – bitwa pod Dyrrachium
- 48 p.n.e. – bitwa pod Farsalos
- 48 p.n.e. – oblężenie Aleksandrii
- 48 p.n.e. – bitwa morska pod Taurydą – flota Watiniusza pokonała flotę Oktawiusza
- 47 p.n.e. – bitwa pod Castra Iudaeorum porażka wojsk egipskich w starciu z sojusznikami Cezara
- 47 p.n.e. – bitwa nad Nilem porażka wojsk egipskich w starciu z Cezarem
- 47 p.n.e. – bitwa pod Zelą
- 46 p.n.e. – bitwa morska pod Hadrumetum – flota Cezara pokonała flotę Warusa
- 46 p.n.e. – bitwa pod Ruspiną
- 46 p.n.e. – bitwa pod Tapsus
- 45 p.n.e. – bitwa pod Mundą
- 45 p.n.e. – szturm Kordoby
- 45 p.n.e. – bitwa pod Karteą